# 本田技研工業
本田技研工業株式会社（ほんだぎけんこうぎょう、英: HONDA MOTOR CO.,LTD.）は、日本の東京都港区虎ノ門に本社を置く、世界的な輸送機器メーカーである。通称「Honda」、「ホンダ」。オートバイの販売台数、売上高は世界首位。自動車の販売台数は世界8位（2015年度）、国内2位。小型ジェット機（ビジネスジェット）の出荷数世界首位。芝刈機のシェアも世界首位。発電機、除雪機、小型耕うん機のシェアは日本国内首位。
東京証券取引所プライム市場およびニューヨーク証券取引所（NYSE）上場企業であり、日経平均株価およびTOPIX Core30、JPX日経インデックス400の構成銘柄の一つ。

## 概要

### 事業内容
本田宗一郎が1946年（昭和21年）に静岡県浜松市で本田技術研究所を起業し、後に本田技研工業へ改組した。二輪車（オートバイ）、四輪車（自動車）およびパワープロダクツ事業（汎用製品：耕耘機・芝刈機・除雪機・発電機・船外機）を主要事業としている。また、新規事業として小型ジェット機（HondaJet）及びターボファン式ジェットエンジンの開発・生産、二足歩行ロボット「ASIMO」に代表される各種ロボティクス機器の研究開発、ロケットなどの宇宙事業、風力発電施設による売電事業なども展開している。米ブランドコンサルティング会社のインターブランドが発表した2019年の世界ブランドランキングでは、日本の企業では7位のトヨタに次ぐ21位である。2011年に発売したN-BOXシリーズの大ヒット以降は、国内販売の半数を軽自動車が占めるようになっている。
日本での販売網は、四輪販売店がホンダカーズ店、二輪販売店がホンダドリーム店に大別できる。発電機や刈払機などの汎用機を専門に扱う店舗ブランドは存在しない。小型車・軽自動車を主に扱っていた旧プリモ店の運営会社の出自が自転車店、オートバイ店、機械工具店、マリーン・船外機取扱店、農機具取扱店であったり、地元有力者の中小の商店や企業などで委託販売形式を採用していた名残があり、地域に密着した販社が多い。
二輪車では無いレンタカー事業は、トヨタや日産など同業他社よりも早い1964年（昭和39年）に参入したが、5年後の1969年（昭和44年）に撤退、その後は日本国内全域を網羅する自社ブランドのレンタカー会社を持たなかった。ニッポンレンタカーやオリックス自動車、沖縄ツーリストと提携して、ホンダ車専用の予約サイトをこれら3社に運営委託している他、期間・地域限定でホンダ車を安価でレンタルできるキャンペーンを展開している。その後、二輪車のレンタカー事業としてホンダGOバイクレンタルを2020年4月6日から開始した。このサービスは予約から支払いまで全てオンラインとしているのが大きな特徴である。2017年9月、カーシェアリング形態の会員制レンタカーサービスとして「Every Go」をスタート。会員証代わりにICカード運転免許証を利用し、予約した車両の解錠・施錠に免許証のICチップを活用している。予約サイト運営を本田技研工業が、車両の手配やメンテナンスなどは全国のホンダカーズなどの販売店が行っている。2021年4月より「Every GO」のサイト運営を100%子会社であるホンダモビリティソリューションズ株式会社に事業譲渡する。

### 世界展開
北米では大衆車ブランドの"HONDA"と高級車ブランドの"Acura"（アキュラ）で展開、大衆車では大きなシェアを占める。北米での売上は大きな収入源で、日本では販売していないATVやパーソナルウォータークラフトなども取り扱っている。
ホンダ四輪車のアメリカ展開は、1969年にN600をハワイ州で発売したことから始まった。ポートランドに米国ホンダを設立、本土にも輸出を行うが、初期ロットの車両にカーヒーターとデフロスターの欠陥が見つかり、1台9ドルで売却されスクラップになるといった出来事もあった。
中国展開は、1973年に宗一郎が自ら訪中して中国展開を決意し、二輪車の輸出を始めた。1982年には重慶市のメーカーと技術提携して現地での二輪車部品生産を開始した。1992年には重慶市、広州市ならびに天津市に合弁企業による二輪車生産工場を設けた。
本格的な四輪車の販売へ乗り出すべく、1993年には香港にHONDA CHINAを設立した。当時は現地生産車ではなく輸入車のみではあったが、中国での販売とアフターサービスを行った。本格的な四輪車の生産は1994年に、東風汽車（武漢）との合弁で設立した東風本田零部件有限公司で始まった。1998年には広州汽車（広州）と合弁し、それまでの合弁相手だったプジョーが撤退した後の工場をそのまま譲り受け、アコードやフィットなどの生産を始めた。プジョーと合弁していた時代からの従業員を本田流に指導し、高品質の製品が作り出されるようになった。今では広州本田だけで年産24万台に発展し、広州市のパトカーにもホンダ車が使われている。

### 名称・ロゴマーク

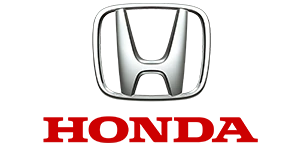
四輪車用のHマーク

二輪車用のウイングマーク

創業者の宗一郎は経営者・技術者として著名であり、社名は宗一郎の姓から名づけられた。通称および日本の各証券取引所での表示は「ホンダ」。ロゴはアルファベット大文字の「HONDA」を赤色でデザインしたもの。2000年末よりロゴを使用しない場面での社名表記として、ホンダのCI（コーポレートアイデンティティ）に基づくVI（ビジュアル・アイデンティティ）として、ホンダ自身が「コミュニケーションネーム」と呼ぶ表記を用いるようになった。これはアルファベット表記で「Honda」とするもので、ホンダ自身が積極的に用いると共に、報道機関に対し社名の扱いを「Honda」もしくは縦組の場合は「ホンダ」の表記を要望していて、実際に日本の大手マスコミではNHKを含めて正式社名の『本田技研工業』が登場する機会は2024年現在、ほぼ無くなっている。
この他、それぞれの開発分野の独自性を示す意味で、二輪車用には翼をイメージしたマークと「HONDA」のロゴとの併用、四輪車用は「H」をデザインしたマークをそれぞれ専用のロゴマークとして採用している。四輪車でも、1980年代までは「H」マークと「HONDA」のロゴとが併用されていたが、2016年現在では「H」マークに統一されている。発電機などの汎用製品の場合には「HONDA」のロゴのみとなっている。

### 方針
藤沢武夫の「（ホンダの）社長は技術者出身であるべき」という言葉が現在も守られており、現在の三部敏宏に至るまで、歴代の社長はすべて技術者出身である。そのうち福井威夫まではエンジン開発部門の技術者であり、宗一郎以外の全員が四輪F1もしくは2輪WGPのエンジン開発経験がある。また、宗一郎・藤沢は両者とも子供をホンダに入社させない方針であった。創業初期に重要な役目を担った宗一郎の実弟・弁二郎も退社させている。その後、弁次郎はホンダの部品メーカー本田金属技術を、長男の博俊はホンダのアフターパーツメーカー「無限」を創業した。
創業者一族による会社の私物化の弊害を恐れる宗一郎の信念が貫かれ、縁故採用は一切行わず、実力本位の採用を行っている。もっとも、初期のころは宗一郎と自身の父親が知り合いだった縁で入社した2代目社長の河島喜好のように親戚・口利きで問題なく入社することができた。縁故採用を行わないルールを作成したのは、会社がある程度大きくなってからのことであり、縁故採用を行うわけにはいかない宗一郎の個人的事情が陰にあった。一方で中途採用には積極的であり、初期の自動車開発を進め、F1監督も務めた中村良夫を始め、ASIMO開発の中心者である広瀬真人、SH-AWDなどの駆動力制御が専門である芝端康二も中途採用組である。ほかにも宗一郎の思想が反映した事例としては、社長室がない、重役達は一つのフロアを共有しているという特徴がある。
労働環境は、ほかの自動車工場より良いといわれる。良い例が、連続2交代制勤務といち早く週休2日制を導入したことがあげられる。また、従業員の作業服の洗濯も無償で行っている。また、ほかの自動車工場に比べ、女性の進出も多い。現場主義で知られ、新入社員は工員以外にも、事務職・技術職・また男女の性別を問わずに、各製作所で半年間程度の研修をさせている。
日本の自動車（二輪・四輪）メーカーの中では知的財産権に関する取り組みが早く、1980年代以降、ホンダ車を製品化したプラモデル・ミニチュアカーにはパッケージに「本田技研工業承認済」（現在は二輪・四輪どちらかのマークおよびHonda Official Licensed Productの組み合わせ）の表記が記載されるようになった。これは創業者の宗一郎が「ウチの車を製品化するときは、できる限り似せて作って欲しい」と発言したことにも由来する。ゲームについては、一般車両が混在して走るレーシングゲーム（首都高バトルシリーズなど）には版権を許諾していなかったが、2017年に登場したスマートフォンゲーム「首都高バトルXTREME」で初めて、アザーカーが登場するゲームに収録された。このほか、2024年1月26日より松竹系にて公開された劇場用アニメ映画『機動戦士ガンダムSEED FREEDOM』には本作の主人公であるキラ・ヤマトの所有するバイクとしてゴールドウイングとHAWK 11が劇中に登場するため、エンディングのスタッフロールに”協力”として当社がクレジットされた。
また、ASIMOを開発・製造していることから、自動車がロボットに変形する作品での使用には一定の制約を設けており、「トランスフォーマー バイナルテック」ではロボット変形時に装備させる道具を武器としないことでホンダ車の商品化に漕ぎ着けた経緯がある。また、2012年から商品展開された「超速変形ジャイロゼッター」でも、日本の自動車メーカーの車両が多数登場する中で一台も登場しなかった。これについてホンダ側は「イメージに合わないためお断りした」と回答している。

### 環境への取り組み

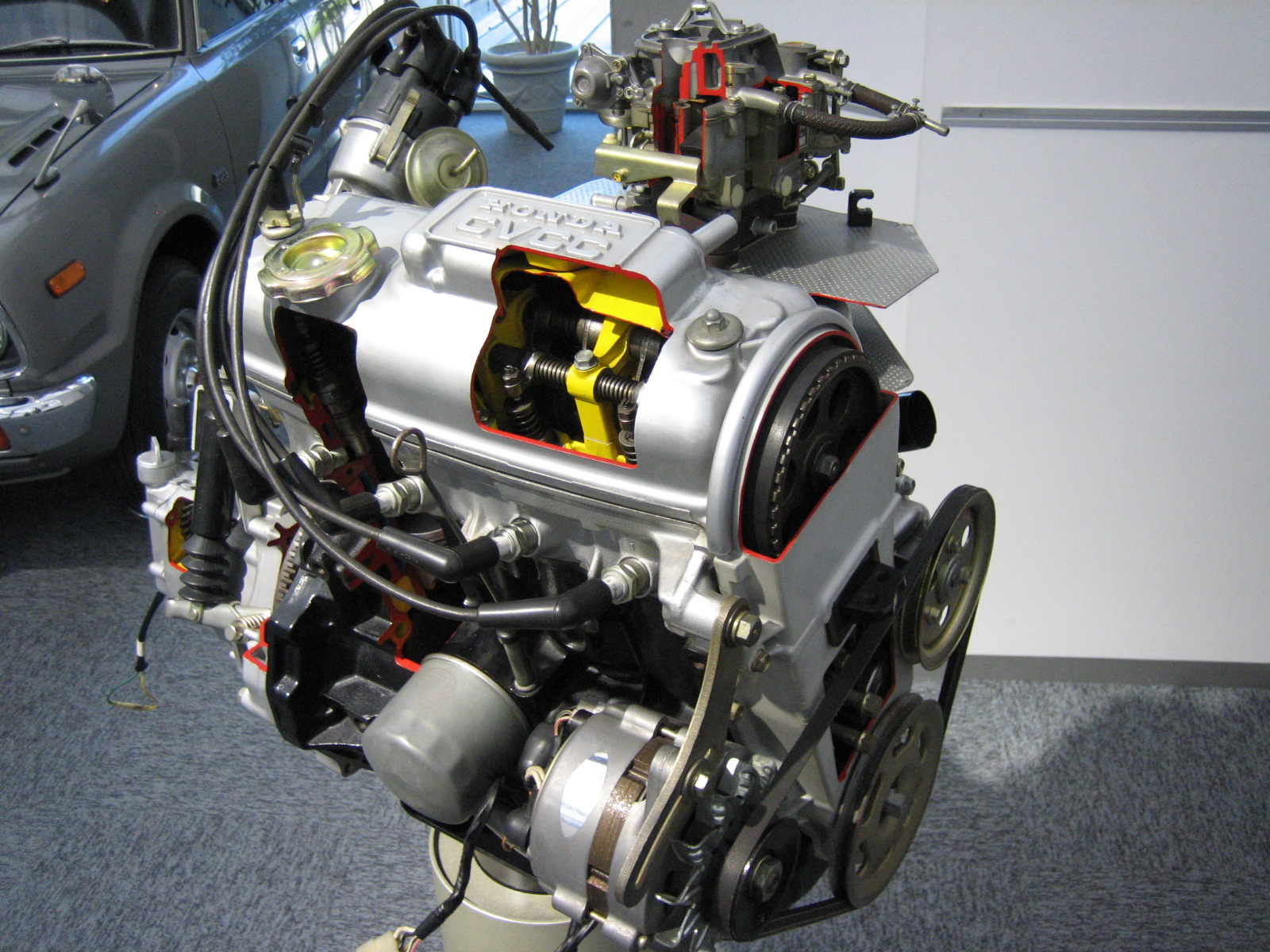
CVCCエンジン

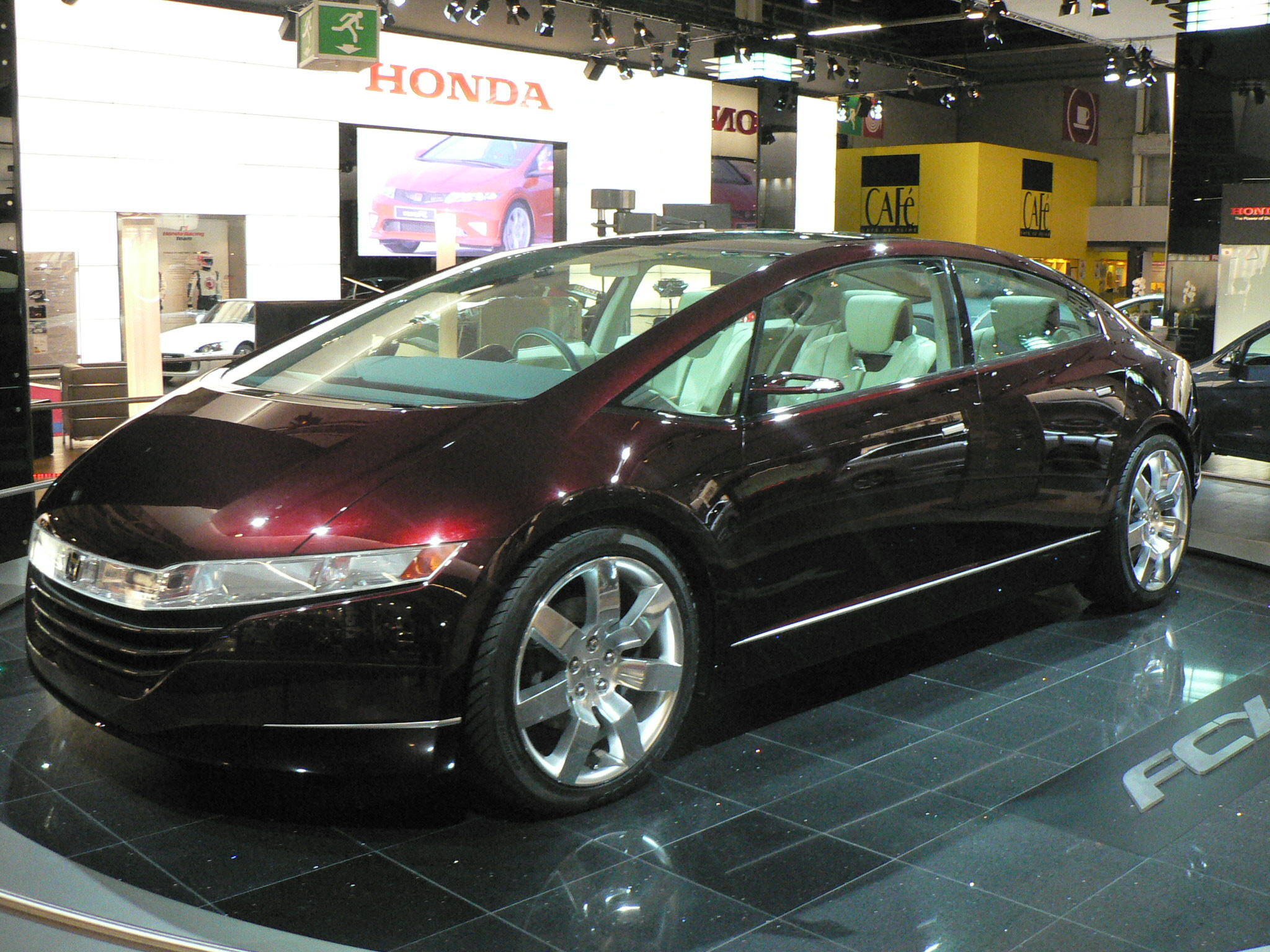
FCXコンセプト

1971年には、低公害技術であるCVCCを発表。米国でマスキー法という環境規制法が成立しており、その規制開始期限までに規制に対応するエンジンは世界中のメーカーが開発不可能と言われていたほど厳格な規制であった。そのマスキー法の条件をクリアしたのが、当時、日本の中小メーカーだったHondaであり、Hondaの名前を世界に知らしめた。翌年から翌々年にかけてトヨタ、フォード、クライスラー、いすゞに技術供与した。
近年は、ハイブリッド車インサイトやシビックハイブリッドなどの二酸化炭素の排出量の少ない車両の本格普及に向けての低価格なハイブリッドカーの販売、地球環境産業技術研究機構（RITE）との共同研究による、稲わら、麦わら、コーンの茎などの農業廃棄物や木屑などのバイオマス資源からエタノール燃料を効率的に生産する循環型エネルギー技術の開発、各工場での生産体系や物資輸送体系の見直し、有志による海岸の清掃活動など、多岐に渡っている。また日本国外では、中華人民共和国内モンゴル自治区通遼市のホルチン砂漠での植林作業を展開し、砂漠緑化活動も毎年行っている。
これらの環境問題に対して積極的に取り組んでいるだけでなく、来るべき未来に向けた次世代環境技術の実践開発として、水素燃料電池自動車FCXクラリティのリース販売、環境負担の少ない水素燃料生産供給インフラ「太陽電池式水電解型水素ステーション」、既存の都市ガスなどの天然ガス供給インフラから水素を製造しつつ、燃料電池コージェネレーション機能によって家庭用の熱（給湯や暖房など）および電力の供給を行う「ホーム・エネルギー・ステーション」の開発及び実験稼動も行っている。

### 役員一覧
（2021年6月23日現在）
| 役名                   | 氏名        | その他職名・兼                                                                               |
| ---------------------- | ----------- | -------------------------------------------------------------------------------------------- |
| 取締役会長             | 神子柴 寿昭 | 取締役会議長                                                                                 |
| 取締役代表執行役社長   | 三部 敏宏   | 経営最高責任者                                                                               |
| 取締役代表執行役副社長 | 倉石 誠司   | 最高執行責任者 兼 コーポレートブランドオフィサー                                             |
| 取締役執行役専務       | 竹内 弘平   | 最高執行責任者 兼 コンプライアンスオフィサー                                                 |
| 取締役                 | 鈴木 麻子   |                                                                                              |
| 取締役                 | 鈴木 雅文   |                                                                                              |
| 取締役                 | 酒井 邦彦   |                                                                                              |
| 取締役                 | 國分 文也   |                                                                                              |
| 取締役                 | 小川 陽一郎 |                                                                                              |
| 取締役                 | 東 和浩     |                                                                                              |
| 取締役                 | 永田 亮子   |                                                                                              |
| 執行役常務             | 貝原 典也   | カスタマーファースト本部長 兼 リスクマネジメントオフィサー                                   |
| 執行役常務             | 安部 典明   | 日本本部長 兼 安全運転普及本部長                                                             |
| 執行役常務             | 水野 泰秀   | 四輪事業本部長                                                                               |
| 執行役常務             | 大津 啓司   | 株式会社本田技術研究所 代表取締役社長                                                        |
| 常務執行役員           | 藤野 道格   | ホンダエアクラフトカンパニー 取締役社長                                                      |
| 常務執行役員           | 青山 真二   | 北米地域本部長 兼 アメリカホンダモーター 取締役社長（経営最高責任者）                        |
| 常務執行役員           | 松川 貢     | ホンダ・ディベロップメント・アンド・マニュファクチュアリング・オブ・アメリカ 取締役社長      |
| 常務執行役員           | 井上 勝史   | 中国本部長 兼 本田技研工業（中国）投資有限公司 総経理 兼 本田技研科技（中国）有限公司 総経理 |
| 常務執行役員           | 高橋 尚男   | 四輪事業本部 ものづくりセンター所長 兼 株式会社本田技術研究所 取締役                         |
| 常務執行役員           | 野村 欣滋   | 二輪事業本部長                                                                               |

### 歴代社長
| 代数 | 名前        | 任期                     | 備考 |
| ---- | ----------- | ------------------------ | ---- |
| 1    | 本田 宗一郎 | 1948年09月 - 1973年10月  |      |
| 2    | 河島 喜好   | 1973年10月 - 1983年10月  |      |
| 3    | 久米 是志   | 1983年10月 - 1990年06月  |      |
| 4    | 川本 信彦   | 1990年06月 - 1998年06月  |      |
| 5    | 吉野 浩行   | 1998年06月 - 2003年06月  |      |
| 6    | 福井 威夫   | 2003年06月 - 2009年06月  |      |
| 7    | 伊東 孝紳   | 2009年06月 - 2015年06月  |      |
| 8    | 八郷 隆弘   | 2015年06月 - 2021年 3月0 |      |
| 9    | 三部 敏宏   | 2021年04月 -             | 現職 |

## 沿革
以下、特に断りのない限り、出典は、およびによる。
- 1946年（昭和21年）

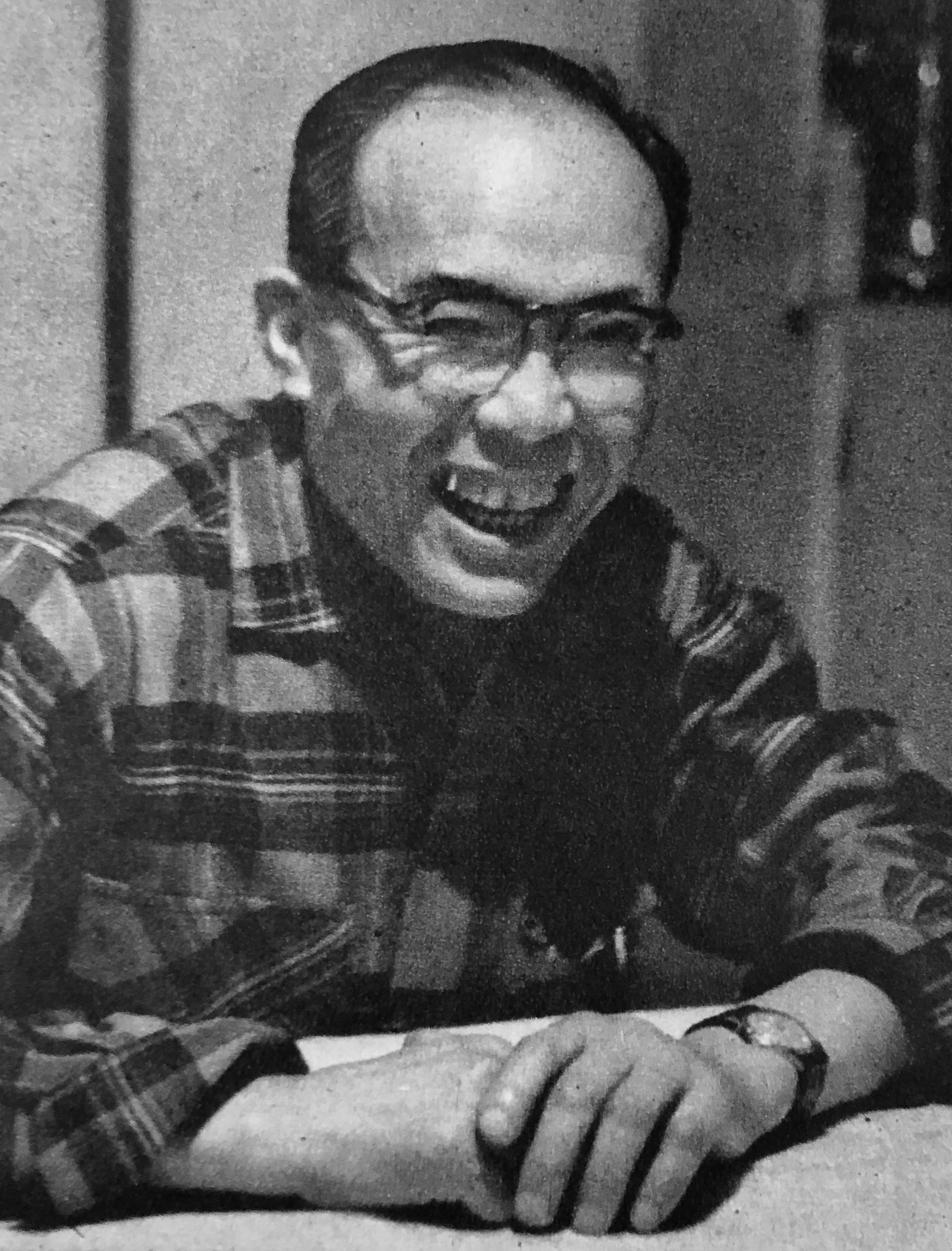
本田宗一郎

  - 9月1日 - 本田宗一郎が静岡県浜松市にて本田技術研究所を開設。内燃機関および各種工作機械の製造、ならびに研究を開始。
  - 10月 - 旧陸軍無線用発電機を改造した空冷2サイクルエンジンを発売。
- 1947年（昭和22年）- 自社設計第1号製品、A型自転車用補助エンジン生産開始。のちに2代目社長となる河島喜好が入社。
- 1948年（昭和23年）9月24日 - 本田技術研究所を継承し、静岡県浜松市（現・浜松市中区）板屋町257番地に本田技研工業株式会社を設立。
- 1949年（昭和24年）- 藤沢武夫が参加し経営担当となる。初の自社設計フレームに98cc 2ストローク単気筒エンジンを搭載したドリーム号D型生産開始。
- 1950年（昭和25年）- 東京・京橋に東京営業所開設。同時に北区上十条の東京工場が稼動を開始。
- 1952年（昭和27年）- 現在の埼玉県和光市に白子工場を建設。自転車用エンジンを搭載したカブF型発売。全国5,000を超える自転車販売店にダイレクトメールを送り販売網を確立。
- 1953年（昭和28年）- 東京・八重洲に社屋を建設、浜松から東京に本社を移転。埼玉・大和工場、浜松工場を開設。
- 1954年（昭和29年）- 東京証券取引所に株式店頭公開（現在のジャスダック）。本田宗一郎、欧州を視察。
- 1955年（昭和30年）- 二輪車生産台数日本一達成。
- 1957年（昭和32年）12月2日 - 東京証券取引所第一部上場[30]。
- 1958年（昭和33年）- スーパーカブC100発売。
- 1959年（昭和34年）- 米国現地法人「アメリカン・ホンダ・モーター（英語版）」をロサンゼルスに設立。
- 1960年（昭和35年）- 研究開発部門を分離した「株式会社本田技術研究所」を設立、白井孝夫をリーダーとして建設した鈴鹿製作所を開設。
- 1961年（昭和36年）- 西ドイツ（当時）に「ヨーロピアン・ホンダ・モーター」設立。生駒テックオープン。
- 1962年（昭和37年）- 四輪車への進出の意向を表明。
- 1963年（昭和38年）
  - 8月 - ホンダ初の四輪車、軽トラックT360発売。F1初参戦。
  - 9月 - S500発売。
  - 日本自動車産業界初の日本国外の生産工場としてベルギーに小型オートバイの組立工場「ベルギー・ホンダ・モーター」を開設して二輪車生産開始。
  - ホンダ鋳造（現・本田金属技術）を設立。
- 1964年（昭和39年）- 埼玉製作所に狭山工場を開設。朝霞テックオープン[31]。
- 1965年（昭和40年）- イギリスに販売拠点「Honda UK」設立。生駒テック閉鎖。
- 1968年（昭和43年）- 大気汚染防止法の基準を達成するエンジンの開発を全社で取り組むため、F1参戦一時休止を宣言。
- 1969年（昭和44年）- 量産二輪車初の並列4気筒エンジンを搭載したドリーム CB750 FOURを発売。世界で初めて最高時速200km/hを突破し、今までにない数々の斬新なメカで、名実と共に世界一のバイクメーカーとなる。
- 1972年（昭和47年）- シビック発売。低公害車用「CVCCエンジン」の開発に成功。米の大気浄化法案（マスキー法75年度規制）を世界の自動車メーカーに先駆けて達成。
- 1973年（昭和48年）- 本田宗一郎社長、藤沢武夫副社長退任。両名は取締役最高顧問に就任。河島喜好が2代目社長に就任。朝霞テック閉鎖[要出典]。
- 1974年（昭和49年）- 軽自動車市場から撤退（軽商用車を除く）。
- 1976年（昭和51年）- アコード発売。
- 1978年（昭和53年）- 販売チャネル「ホンダ・ベルノ店」発足。旧来のホンダ店（当時）との二極化。
- 1979年（昭和54年）- 米国オハイオ州に現地生産工場を開設。英国BL Cars社（ジャガー、ローバー、MG、トライアンフなどを所有）との業務提携を開始。
- 1980年（昭和55年）- 売り上げ高1兆円達成。
- 1981年（昭和56年）- 世界初の自動車用ナビゲーション・システムを完成させる。
- 1982年（昭和57年）- オハイオ州メアリーズビル（コロンバス郊外）にて、日本の自動車メーカー初となるアメリカ合衆国での4輪車（アコード）の現地生産を開始。
- 1983年（昭和58年）- 本田宗一郎、藤沢武夫が取締役を退き、終身最高顧問になる。河島喜好が社長を退任、久米是志が3代目社長に就任。
- 1984年（昭和59年）- 「ホンダ・クリオ店」発足。3チャンネル体制となる。
- 1985年（昭和60年）- 軽自動車市場に再参入。「ホンダ・プリモ店」発足。四輪車販売網3系列体制確立。8月にホンダ青山ビル竣工（地上17階、地下3階）。ホンダの最上級車レジェンド発売。
- 1985年（昭和60年）5月 - 熊本製作所に昭和天皇が行幸[32]。
- 1986年（昭和61年）- ロボットの研究に着手する[33]。
- 1988年（昭和63年）- 藤沢武夫死去。従四位勲三等旭日中綬章を追贈[34]。
- 1989年（平成元年）- オハイオ第2工場を開設。可変バルブ機構VTECを開発。
- 1990年（平成2年）- 久米是志が社長を退任、川本信彦が4代目社長に就任。スーパースポーツカーNSXを発売。
- 1991年（平成3年）- 本田宗一郎死去。
- 1993年（平成5年）-  足と胴体と腕がついた本格的人間型ロボットP1開発に成功[35]。P3まで改良される。
- 1994年（平成6年）- 英国BL Cars社の存続会社であったローバー・グループとの提携を解消。クリエイティブ・ムーバーシリーズ第1弾であるオデッセイを発売。新ジャンルの車種でありながらも大ヒットとなり、ホンダの業績回復に貢献した。1995年（平成7年）にCR-V、1996年（平成8年）にステップワゴンを発売。いずれも大ヒットとなった。
- 1998年（平成10年）- 川本信彦が社長を退任、吉野浩行が5代目社長に就任。創業50周年記念イベントとして、「ありがとうフェスタinもてぎ」が10月4日に開催される。
- 1999年（平成11年）- 創業50周年記念モデルとして、29年ぶりとなるFRスポーツカーS2000を発売。東京都に株式会社ホンダクレジット（2002年7月より 株式会社ホンダファイナンス）を設立。
- 2000年（平成12年）- 新世代のVTECエンジンで、高出力、低燃費に対応したi-VTECを開発[36]。小型化・軽量化されたヒューマロイドロボットASIMO登場[33]。
- 2002年（平成14年）- フィットが日本国内の登録車販売において第1位を獲得。ホンダが登録車の年間累計販売台数で第1位となるのはこのときが初である[37]。
- 2003年（平成15年）- 吉野浩行が社長を退任、福井威夫が6代目社長に就任[38]。四輪車世界生産累計5,000万台を達成[39]。「Honda Jet」の初飛行に成功[40]。
- 2004年（平成16年) - 中国に中国事業の統轄機能を有する本田技研工業（中国）投資有限公司を設立[41][42]。小型ジェット機用エンジンの事業化でGEとの提携を発表[43]。埼玉県和光市の旧工場跡地にビルを新築、日本国内本社機能の一部を和光へ移転（日本国外の本社機能は港区南青山に所在する）[44]。
- 2005年（平成17年）- 初代NSXの生産および販売を終了[45]。
- 2006年（平成18年）
  - プリモ店、ベルノ店、クリオ店を「Honda Cars（ホンダカーズ）店」に名称変更、四輪車販売系列を1本化[46]。
  - 小型ジェット機市場への参入を発表[47]。8月にHonda Aircraft Company, Inc.を設立[48]、Honda Jetの受注を開始[49]。
  - 日本メーカーとして初のフレックス燃料車（エタノール燃料とガソリン両用エンジン）をブラジルで販売開始[50]。
  - 太陽電池事業への参入を発表。12月にホンダソルテックを設立（2014年に事業終了）[51]。
- 2009年（平成21年）
  - 埼玉製作所 小川工場稼働開始[52]。
  - 福井威夫が社長を退任、伊東孝紳専務が7代目社長に就任[53][注釈 5]。
- 2010年（平成22年）- パイオニアと資本提携[54]。
- 2013年（平成25年）- 埼玉製作所寄居完成車工場、稼働開始[55]。また、ゼネラル・モーターズと燃料電池事業で提携[56]。
- 2015年（平成27年）- 2代目NSXの生産が開始される[57]。八郷隆弘が8代目社長に就任[58]。ナイジェリアでアコードの生産を開始[59]。
- 2016年（平成28年）- 四輪車の生産台数が世界累計1億台を達成[60]。
- 2017年（平成29年）- 生産台数減少に伴い、国内4輪車生産拠点の集約を発表。老朽化の著しい埼玉製作所狭山完成車工場（狭山工場）を2021年（令和3年）度をめどに閉鎖し、全ての生産機能と人員を埼玉製作所寄居完成車工場（寄居工場）に全面移管させる。これにより、寄居工場、鈴鹿製作所、八千代工業の3カ所に集約されることになる。併せて、八千代工業の完成車事業の完全子会社化を検討すると発表[61]。11月9日、カーシェアリングサービス「Every Go」をスタート。
- 2018年（平成30年）- 八千代工業四日市製作所株式会社（2017年12月18日に、八千代工業より完成車事業を分割し設立[62]）を完全子会社化するとともに、ホンダオートボディーに商号変更[63]。
- 2020年（令和2年） 
  - 1月15日 - いすゞ自動車と燃料電池トラック事業で提携[56]。
  - 4月1日 - ホンダエンジニアリング株式会社を合併。
  - 10月16日 - 株式会社ショーワ、株式会社ケーヒン、日信工業株式会社の3社を連結子会社化[64][65][66]。
- 2021年（令和3年）
  - 子会社であるショーワ、ケーヒン、日信工業と日立製作所の子会社である日立オートモティブシステムズとの経営統合を実施し、日立Astemoが発足[67]。
  - 4月1日 - カーシェアリングサービス「Every Go」を100%子会社であるホンダモビリティソリューションズ株式会社へ事業譲渡。[68]。
  - 八郷隆弘が社長を退任、三部敏宏専務取締役が9代目社長に就任[69]。
  - 6月4日 - 栃木県真岡市にあるエンジン部品の工場を2025年に生産終了することを発表[70]。
  - 6月23日 - 指名委員会等設置会社へ移行[71][72]。
  - 9月30日 - 宇宙事業への参入を発表[73]。
  - 10月4日- 国内自動車メーカー初の四輪新車オンラインストアHonda ONを開設[74]。
  - 11月8日 - 新プロジェクト「Hondaハート」開始、King & Princeがメッセンジャーに就任[75]。
  - 12月31日 - 狭山完成車工場が閉鎖。
- 2022年（令和4年）
  - 3月4日、ソニーグループとEV事業で提携すると発表[76]。
  - 6月16日 - モビリティ会社をソニーグループと共同で設立すると発表。社名は「ソニー・ホンダモビリティ株式会社（英：Sony Honda Mobility Inc.）」で、出資比率はソニーグループとHondaが50%ずつ[77]。
  - 10月11日 - アメリカのメアリーズビルとイーストリバティ工場を電気自動車を生産するため改築すると発表[78]。LGエナジーソリューションと計画するEV用電池の合弁工場を同州に建設することも決定[78]。
- 2023年（令和5年） 
  - 1月27日 - 子会社の株式会社ホンダロックの全株式をミネベアミツミ株式会社へ譲渡。同社は同日付でミネベア アクセスソリューションズ株式会社へ社名変更。
  - 中国の湖北省で東風汽車集団と共同で燃料電池トラックの開発を開始[56]。
  - 9月27日 - Honda青山ビルを2025年春に解体し、跡地に2030年度完成目標でゼロ・エネルギー・ビルを建設することを発表。建て替え期間中、従業員は港区虎ノ門のT-2ProjectとHonda和光ビルにて業務を行う予定[79]。
- 2024年（令和6年）
  - 3月15日 - 日産自動車との間でEV分野での戦略的提携に向けた検討を開始すると発表した[80]。
  - 12月18日 - 日産自動車との経営統合へ協議[81]
- 2025年（令和7年）
  - 2月13日 -  日産自動車との経営統合の破談を表明。ただし、電気自動車（EV）分野での協業に関しては継続される[82]。

## 事業

### オートバイ

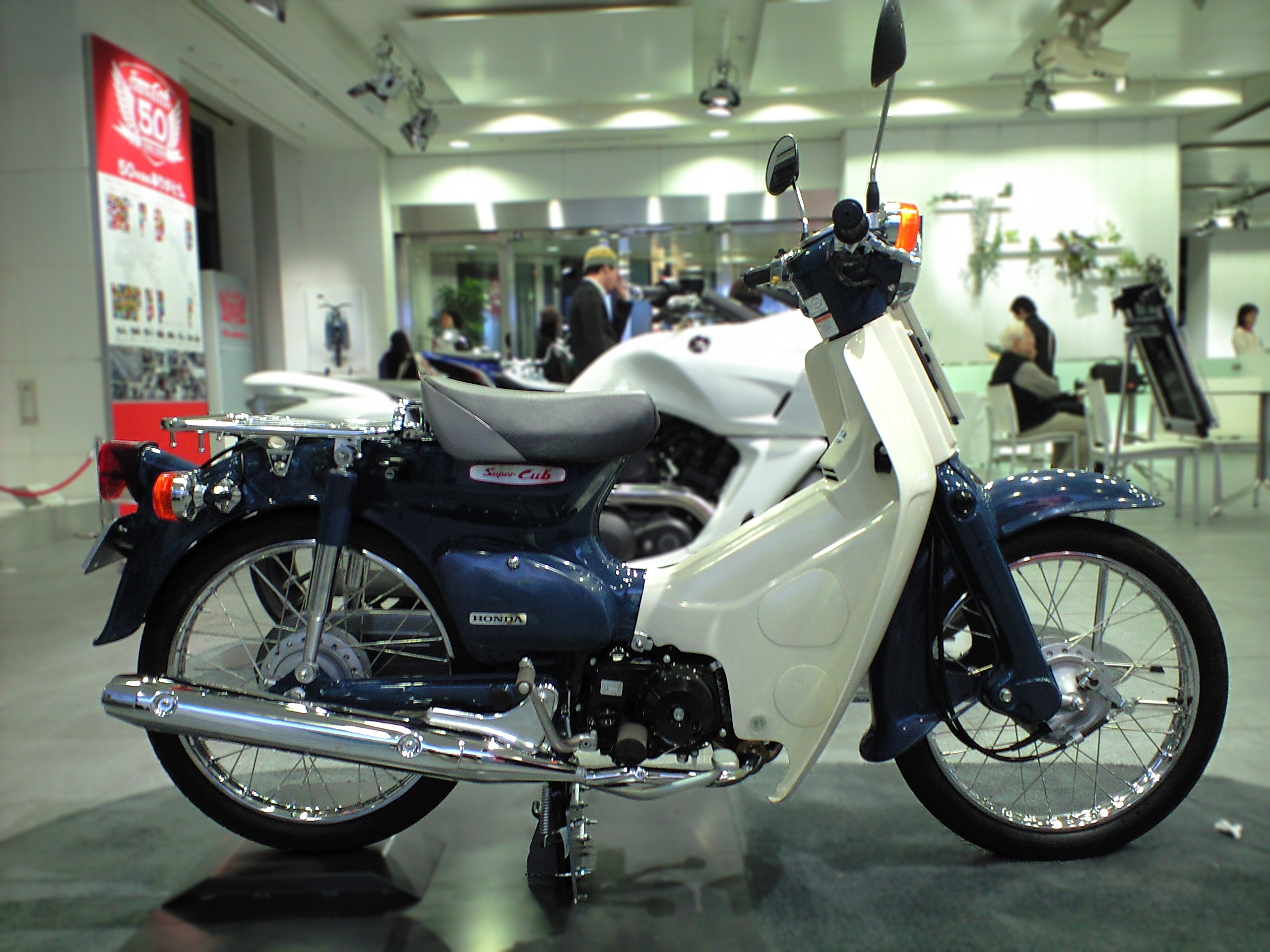
スーパーカブ（2007年式）

自転車用原動機製作が社業の始まりとなり、ヒットを記録。その後、原動機付自転車の分野でスーパーカブが空前絶後の大ヒット、全世界で使用された。これによって、「スーパーカブのHonda」と知名度を大いに上げ、国際二輪業界において日本のメーカーが覇権を握る下地となった。スーパーカブは全世界通算で1億台（2017年10月末時点）が製造され、「世界で最も多く製造されたオートバイ」となっている。
社の業務として「モータースポーツの振興」を挙げるだけあって、スポーツモデルにも力を入れており、二輪ロードレースの世界最高峰カテゴリであるロードレース世界選手権（MotoGP）や プロダクションレースであるスーパーバイク世界選手権（SBK）での実績をフィードバックしたスポーツモデルが好評である。また、公道走行可能なバイクだけでなく、ロードレーサーやモトクロッサーなどのコンペティションモデルの市販とサポートにも熱心である。
2008年からは浜松製作所で生産している中型・大型二輪部門を熊本製作所に移管、熊本製作所に二輪車の新工場を建設し浜松製作所の二輪生産に従事する1,500人は熊本製作所に配置転換された。浜松製作所では自動変速機の生産を強化した。
一時期三ない運動により大打撃を受けたが、スズキ、ヤマハ、カワサキといった大手二輪車メーカーらとともに「三ない運動を推進している地域ほど二輪車事故が多発している」と反論を展開するとともに、徳島県内の私立高校と協力して二輪車講習を鈴鹿サーキットで行うなど高校生の交通安全教育に力を注ぎ成果をあげた。
ほとんどの分野、ほとんどの排気量において優秀なモデルを送り出し、オートバイ生産台数世界第1位の座を盤石のものとしているホンダであるが、日本国内向けの需要は年々減少を続け、2009年の日本国内の年間生産台数は18万台までに低下。一方、日本国外の工場では、旺盛な需要の下、インドではヒーロー・ホンダ社、ホンダ・モーターサイクル・アンド・スクーター・インディア社の2社で560万台、インドネシアではアストラ・ホンダ・モーター社が300万台と生産数を増加させており、排気量の多寡があるとはいえ、日本の工場が一大生産生産拠点であった時代は過去のものとなった。
なお、ドイモイによる経済自由化以降、大量の中古オートバイが輸出されたベトナムでは、その品質の高さと並外れた耐久性、修理における簡便性によって人気が高く、オートバイを指す一般名詞としてHondaの語が使われる事がある程である。
2010年7月、ホンダは日本における若者の車離れ（二輪車離れ）に歯止めをかけるため、全二輪車の価格を値下げを発表、スーパーカブ50で約4万円、最廉価のフォルツァで約12万円。これと並行して日本で生産している二輪の小型車を全て日本国外での生産に移管させる方針を明らかにしたが、その後円安傾向により国内生産のメリットが高まったため方針を転換し、2015年9月より熊本製作所においてミニバイクを増産することを公表した。2016年10月5日、縮小している国内向け50ccスクーターの生産・開発でヤマハと業務提携を検討、2018年をめどにヤマハの子会社である台湾山葉機車工業が製造している「ジョグ」と「ビーノ」をOEM生産として熊本製作所に移管して製造することとしている。
2021年3月、ホンダ、ヤマハ、KTM（オーストリア）、ピアッジオ（イタリア）の４社は電動二輪車のUNECE規格に沿った互換性のある交換式バッテリーの共同開発事業を立ち上げると発表した。

### 自動車

#### 歴史
ホンダは、ハッチバック、セダン、ワゴン、スポーツカー、スーパーカー、SUV、ミニバン、軽自動車、軽トラックなど、数多くの種類の自動車を製造してきた。創業者の環境に対する理念に基づき、初代シビックを筆頭として、優れた量産車を環境に配慮した柔軟な製造体制を持つ、四輪車を日本国内外の製作所にて生産している。
四輪初期は宗一郎の英国車への熱い思いが製品にも影響しており、シビックは英国オースチンのミニに感銘を受けて作られたと言われている。後の1972年、ホンダはオースチンを有するブリティッシュ・レイランド社と提携、資本や技術の提供を行うこととなる。
4輪車製造において、現在全世界マザー工場として機能させている鈴鹿製作所の近接地に、国際的に有名なレーシングコース鈴鹿サーキットを1960年代から有するホンダは、モータースポーツへの積極的な参戦やそれらレースシーンを中心とする自動車文化を愛する社風とも相まって、スポーティーなモデルを得意とし同社のリーディングイメージとしてきた。
そのような憂いなき歴史的背景をもつ反面、初代オデッセイに始まる“クリエイティブ・ムーバー”シリーズの登場までは、RVやミニバンなどのファミリーユーザー向けの商品ラインナップはステーションワゴンであるシビックカントリー、シビックシャトル、アコードワゴン、いすゞ自動車よりOEM供給を受けたジャズ、ホライゾン、ローバーグループ（現・ランドローバー）よりOEM供給のクロスロードしか存在せず、バブル期のF1ブームや好景気を追い風とする幅広い層のホンダユーザー増加によるさまざまなニーズに応えられない状況にあった。
しかしながら、余暇における有意義な時間の創出と日常での利便性の両立を追求した初代オデッセイの登場以降、CR-V、S-MX、ステップワゴンと続く一連のクリエイティブ・ムーバーシリーズの発売前後から、RVやミニバン、ワゴンなどのファミリー向け製品の開発を進め、昨今では、3.5L V6エンジンも選択可能なフルサイズミニバン エリシオン及びエリシオンプレステージ、ステップワゴンに新たなデザインテイストを加えたステップワゴン・スパーダ、7人乗りも選択可能なコンパクトミニバンフリードなど幅広い商品ラインナップを揃えている。
オデッセイの誕生以前、OEM供給を受けるなど自社開発が遅れていたRV/SUV部門に措いては、CR-Vの大ヒットにより遅れを一気に挽回し、5代目となる現在では、「ホンダのRV=若者向け」といった市場の固定観念を覆すミディアムクラス高級SUVといった趣となっている。
ステーションワゴンにおいても、各国でロングセラーモデルとなったアコードワゴン（現・アコードツアラー）を中心に、2011年に登場したエントリークラス ステーションワゴンのフィットシャトル、2000年に7人乗りのステーションワゴンとして5ナンバーセグメントに新たな流行を生んだストリームなどが発売されている。アコードツアラーにおいては、尿素を用いずに欧州排出ガス規制（Euro5）をクリアさせた、CO2排出量において優位性を持つクリーンなディーゼルエンジン（i-DTECエンジン）を搭載し、環境に配慮した製品を欧州にて販売するなど国際市場での環境対応も計っている。
RV、SUV、ミニバン、ワゴンといった収容性や利便性を優先的に追求されるファミリー向けの製品に対し、セダン並の操縦安定性や運転する楽しさを兼ね備えさせている事が全体を通してのホンダ車の特色である。
またこれらの車両を用い、同社が福祉車両製品として長年研究、開発している製品群の中で 介護車、および 自操車と分類される製品を、今後増加するシルバー世代の生活の質の向上や、身体に障害を持っている方々の積極的な社会参加や快適な生活を送るための支援を目的に販売している。
コンパクトカーの分野では、2002年、フィットがトヨタ自動車のカローラを販売台数を上回りトップとなり、2003年にも一時追い抜くなど躍進した。現在も月別販売台数で1 - 6位（2004年1 - 8月データによる）の成績を維持している。
2006年（平成18年）度、日本国内の省エネ法改正などの車両の省エネ対策の法的強化を受けて、フィットを土台にしたハイブリッド車2代目インサイトも開発された。
軽自動車の分野においては、N-WGN、スーパーハイトワゴンのN-BOX、快適で確実なワークタイムをサポートする軽商用バンのN-VANなど、快適性などを犠牲にすることなく、高い環境性能を達成している。なお、1998年にトゥデイが生産終了となってからは、一般的な機械式立体駐車場に入庫可能な軽自動車（全高1,550mm以下）は2015年にN-ONEのローダウンモデルが発売されるまでの間生産していなかった。
現在日本国内で販売されているホンダ車は新車販売時に一部他社が設定する寒冷地仕様を設定せず、全国共通仕様にすることで基本的に日本全国価格が均一である。

#### 完全電動化
2021年04月23日、三部敏宏社長が、2030年に国内で販売する全ての四輪車を、電気自動車（EV）やハイブリッド車（HV）、燃料電池自動車（FCV）といった電動車に切り替えると発表した。海外では、今後1 - 3年以内に主要市場の米国や中国で新型EVを発売。40年には世界で販売する全ての車種をEVかFCVにする。電動化目標の達成に向け、次世代電池の研究開発に今後6年間で約5兆円を投じると言う。
ハイブリッドカーにおいては、パラレル式と分類されるハイブリッドシステム（Honda IMA）をCO2排出量の削減及び燃費向上を目的に幅広い普及を目指して自社開発し、現在販売しているハイブリッド専用車インサイトに、昨今これらの環境車需要が増加している中、比較的安価なコストで搭載している。
ホンダのハイブリッドシステムは、走行状況に応じてエンジンの燃焼を休止させるi-VTECエンジンと、加速時における単一の薄型ブラシレスモーターからの出力の利用、および同一モーターによる減速時の回生発電を行い、比較的容量の小さい専用二次電池へのエネルギー回収を行う軽量でコンパクトなシステムであるため、幅広い車種への安易な搭載が可能とされている。シリーズパラレル式と分類される他社系の採用しているハイブリッドシステムは、加速用電気モーターでの動力補助および、減速時に於ける回生発電装置によるエネルギー回収をする仕組みであり、加速用電気モーターと回生用発電装置を別に必要とする。
2009年4月1日、同社が本格的な普及に対する若干の足踏み状態の要因として抱えていた二次電池供給元からの供給可能量などの経営コンセンサス的問題を解決するために、ハイブリッドカー用リチウムイオン電池の製造・開発を専門とする「株式会社ブルーエナジー」をジーエス・ユアサコーポレーションとの共同出資により設立し、二次電池調達体制の再構築を行った。
2020年10月にはホンダ初のEVとしてホンダ・eを発売した。同車は街中での小回りを重視するため、21世紀の量産自動車としては異例となるリアエンジン・リアドライブ方式を採用している。
2022年3月4日、ソニーグループとEV事業で提携すると発表した。年内に共同出資会社を設け、両社で開発したEVを2025年に発売する。共同出資会社がEVの設計や開発、販売を手掛け、生産はホンダの工場に委託する。ソニーが車の頭脳にあたるソフトウエアや車内でのエンターテインメントを開発し、ホンダが駆動装置や安全機能などの機械的な技術を提供する。
2025年1月、ラスベガスで開催されたテクノロジー見本市「CES」において、ソフトウェア「ASIMO OS」を搭載したEV「ゼロシリーズ」を発表した。
また、世界に先駆けて走行時に排出ガスを全く生み出さない水素燃料電池自動車（FCV）の本格普及を目指し、2008年から米国と日本にてリース販売を開始した燃料電池自動車「FCXクラリティ」の年間数十台程度の需要状況に合わせ、ホンダ新機種開発センター（栃木県塩谷郡高根沢町）に燃料電池車専用の小規模組み立てラインを設置した。2016年には量販車として「クラリティ　FUEL CELL」を投入するも、5年間で販売台数1900台と苦しみ、2021年に生産終了を発表した。2023年に第2世代を投入予定。

#### 対外関係
自動車業界においてメーカー連合が形成されるのは珍しくない中、ホンダは「独立独歩」を維持し続けているメーカーとして認識されてきた。近年はある程度の提携にも乗り出しているが、大きな資本提携はない。
とはいえ、協業が全くなかったわけではない。1980 - 90年代には英ローバーへの技術供与をおこなっており、代わりに「ランドローバー・ディスカバリー」を「クロスロード」の名で国内販売していた。
1999年末にGMと提携し、エンジンやトランスミッションの取引をした。しかし、数年で役割を果たし解消した。同社とは2013年にFCV分野、2018年にバッテリーモジュールと自動運転分野で提携を発表している。GM開発のバッテリーとプラットフォームをベースにEV2車種を開発するという。とはいえ、ここまではあくまでも開発の一部での行力であった。しかし、2020年9月3日に「北米での戦略的アライアンスに向けて合意」したとの発表を行い、驚きをもって受け止められた。北米で売るEVの共通化に動き、両社は原価ベースで過半の部品が同じEVを売るという。これにより競争力を高め、世界市場での規模を確保する。もっとも、現時点では両社とも資本提携や経営統合の可能性は明確に否定している。
2019年にはトヨタとソフトバンクの共同出資会社であるMaaS事業のモネ・テクノロジーズ（MONET）と資本・業務提携し、MONETに出資した。
2020年7月、車載電池の世界大手の中国・CATLと資本提携したと発表した。中国の現地法人を通じてCATLに約1%出資した。
2022年3月4日、異業種の電機メーカーを主体とするソニーグループとEV事業で提携すると発表し、注目を集めた。

#### 走りへのこだわり
最近では、一般ユーザーが休日にサーキットまで自走して、安全かつ気軽にサーキット走行を楽しめることをコンセプトに開発された「タイプR」というスポーツモデルをシビック（インテグラ、NSXは生産終了）に設定している。
また、現行シビックタイプRをベースとした安価なレース専用車を一般向けに販売すると共に、ホンダの車を使用したアマチュア - プロ志望者向けの年間シリーズレース「ホンダ エキサイティングカップ ワンメイクレース」を1981年から現在まで長きにわたって開催している。
4ドアセダンの分野においては、世界各国でロングセラーとして現在まで販売されているシビックおよびアコード、走行状況に応じて燃焼気筒数を切り換える可変シリンダーシステムを採用するレギュラーガソリン仕様のV6エンジンを持つインスパイアなどがある。
ホンダのイメージアイコンとして1990年から2006年の長きにわたり生産・販売されたNSXは、特別な思い入れを持つ多くのユーザーの「NSXに長く乗り続けたい」という求めに応じて、メーカー製造工場にて経年車へのエンジンや内装、足回りなどの念入りな機能修復サービスを受けられるNSXリフレッシュプランを1993年から実施している。なおNSXは2016年から新型が生産・販売が開始されたが、初代のリフレッシュプランも引き続き継続して実施している。
近年、過去に同社から販売されていたS800などのイメージを継承し、ホンダ創立50周年記念車として発売されたS2000は、1970年以降に発売されたホンダ車では唯一のFR車である。このS2000は、高出力高回転型に改良された自然吸気のF20C・VTECエンジンを用い“排気量リッター当たり125PS”、2.0Lで250PSの性能を誇っていた。さらにこのS2000は、他のホンダ車と部品を共用していないなど（他メーカーの車両と部品を共用している部分はある）収益があまり見込めない趣味性の高い車に、独自の車台やコンポーネンツを専用設計として開発されている。
北海道鷹栖町に巨大なテストコース（鷹栖プルービンググラウンド）を持つ。寒冷地テストはもちろんのこと、世界各地の路面を再現するため、石畳や、あえて路面に亀裂（クラック）が入った舗装路など54種類の路面を持ち、中にはドイツ・ニュルブルクリンクをモデルとしたワインディングコース、ロサンゼルス郊外を再現したUSコースなどがある。鷹栖で熟成され鍛えられた車種も数多い。
2004年10月7日に発売されたレジェンドは新開発の四輪駆動システムSH-AWDを採用し、出力のメーカー自主規制の緩和にともない、国産の量産車では初めて280PSを超える300PSとなった。レジェンドに搭載されているSH-AWDは、単純な前後の駆動力配分の制御だけでなく、後輪左右駆動輪間において可変駆動配分制御を行う事を目的に、リアデフ内のプロペラシャフト後端部分の動力伝達経路に増速機構と、後輪の左右駆動輪間に駆動力差を生み出すために小型電磁クラッチをデフ側の左右ドライブシャフトのエンドエリアに搭載し、コーナリング時に意図的に外周側の駆動輪に多くの駆動力を伝達する高度な動的制御を行う事により、より自然な感覚での旋回性能の向上および、滑りやすい路面状況下での走行安定性の向上を図っている。
メカニズムの独自性が目立つ一方、世界中の自動車メーカーが近年開発生産過程に導入している「コモンアーキテクチャー戦略」がこれまでのホンダには導入されていなかった。しかし2019年、「ホンダアーキテクチャー」としてコモンアーキテクチャー戦略を導入。次世代の新モデルを当該設計で開発生産することとなった。
なお、タクシー・パトカー専用車両（市販車と異なる仕様で製造された車両）は過去も現在も全く生産していない。また、同業のスズキと同じく軽自動車クラス以上のトラックやバスを生産していない。

### 汎用製品
自社製の汎用ガソリンエンジン（汎用エンジン）を利用した耕うん機、芝刈機、運搬車、ポンプなどの農業機械、除雪機、発電機、電動カート「モンパル」、船外機、家庭用ガスコージェネレーションユニット、太陽電池パネルなどを生産している。
ホンダの汎用事業は、創業者の宗一郎がオートバイで培ったガソリンエンジン技術で「世の中の人々の重労働を軽減したい」という思いからスタートした。ホンダ初の汎用製品は1959年に開発・発売した耕うん機「F150」であり、小型ガソリンエンジンを搭載した耕うん機を低価格で提供したことによって、1959年当時、ケロシンエンジンやディーゼルエンジンが主流であった農機業界において大ヒット商品となった。
その後、ソニーの創業者井深大の要望を受けて超小型の発電機を開発したり、世界の環境規制に先駆けて4ストローク船外機にチャレンジしたりと、各分野で業界に先駆けた取り組みを続けている。
1980年、誰でも簡単に取り回しができる超小型耕うん機「こまめ」を発売。業界の常識を覆したこまめは後の家庭用ミニ耕うん機市場を創出するきっかけとなり、2003年「サラダ」、2009年「ピアンタ」を中心に、相次いでヒット商品を開発している。
かつては太陽電池事業にも参画。独自のCIGS薄膜太陽電池の開発を進め、子会社のホンダソルテックが熊本県にソーラーパネルの量産工場を持っていた（国外メーカーとの価格競争に敗れ2014年に撤退）。日本国内を中心に事業を展開。甲子園球場の屋上にもHondaのソーラーパネルが設置されている。
- 芝刈機のシェアは世界一。
- 発電機、除雪機、小型耕うん機のシェアは国内トップ。
- 2009年には、ガスパワー耕うん機ピアンタ、2010年（平成22年）には、ガスパワー発電機エネポEU9IGBを発売。
- 一般家庭用のガスコージェネ発電ユニットは、国内唯一の供給メーカーである。
- 他社に先駆けて船外機の4ストローク化を行い、その性能は米国で4年連続顧客満足度第一位を獲得した。
- 汎用エンジンのGX160は、米国ローコン社の2WDオートバイにも採用されており、少量であるが日本にも輸入されている。

### 航空機

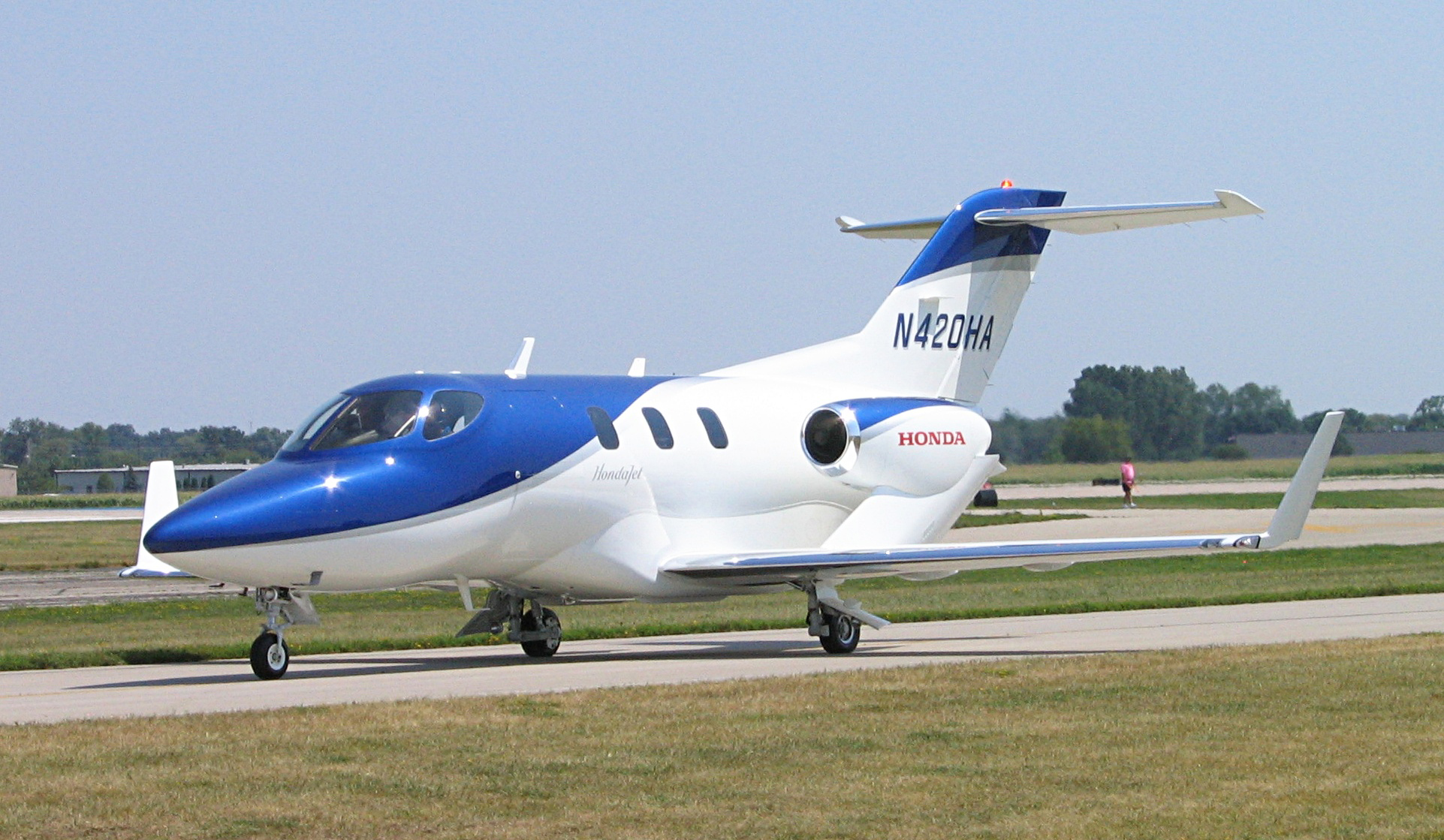
製品第1号となるHonda Jet

創業者である宗一郎は航空機開発の夢をもっており、二輪車用に翼をイメージしたマークを採用したのもこのためとされる。しかし三菱重工や川崎重工など戦前からの航空機メーカーと異なり航空関連の技術者がおらず経験も無いため、基礎技術から習得する必要と判断し1962年ごろから行動を開始した。
1962年ごろ、航空機技術者を確保するため、学生向けの軽飛行機の設計コンテストのスポンサーとなったり、新聞に軽飛行機技術者の求人広告に掲載するなどし、吉野浩行は前者で川本信彦は後者で入社した。またジェットエンジンの開発を目指しガスタービンエンジンやガスタービン自動車の研究も行った。
1964年、航空事業のノウハウを収集するため本田航空を設立、ホンダエアポートを整備した。
その後小型機の改造などで技術開発を継続したが、この時点では大々的に公表していなかったが、本田技術研究所に航空用エンジンや機体の開発部門を集約するなど体制を強化していった。
2006年7月25日、超軽量ジェット機への本格参入を表明し新型機HondaJetを公表した。当初は2013年の販売を目指すとした。
2006年8月、航空機部門をホンダ エアクラフトとして独立させ、航空機開発の拠点をアメリカに移す。
新製品として4人乗りのeVTOLを開発している。

### 宇宙事業
2019年から小型人工衛星の開発を開始。2020年代の打ち上げを予定している。
JAXAと共同で月面探査ロボットや月面基地の環境システムの開発も行っている。
本田技術研究所は再使用型ロケットの打ち上げ実験のため大樹町に専用実験設備を有している。

### その他
食品分野には参入していないが各事業所にある社員食堂にて金曜日限定で販売されるカレーうどん（レシピは各事業所ごとに異なる）のスープ部分をレトルト化した「ホンダ社食のカレーうどんの素」を2017年よりホンダの関係者向けに販売（製造はホンダ開発）していた。2020年からはホンダウェルカムプラザなどでの一般販売も行われるようになった。2020年現在は埼玉製作所、浜松工場、鈴鹿製作所、栃木研究所、熊本製作所の5種類が販売されている。

## モータースポーツ

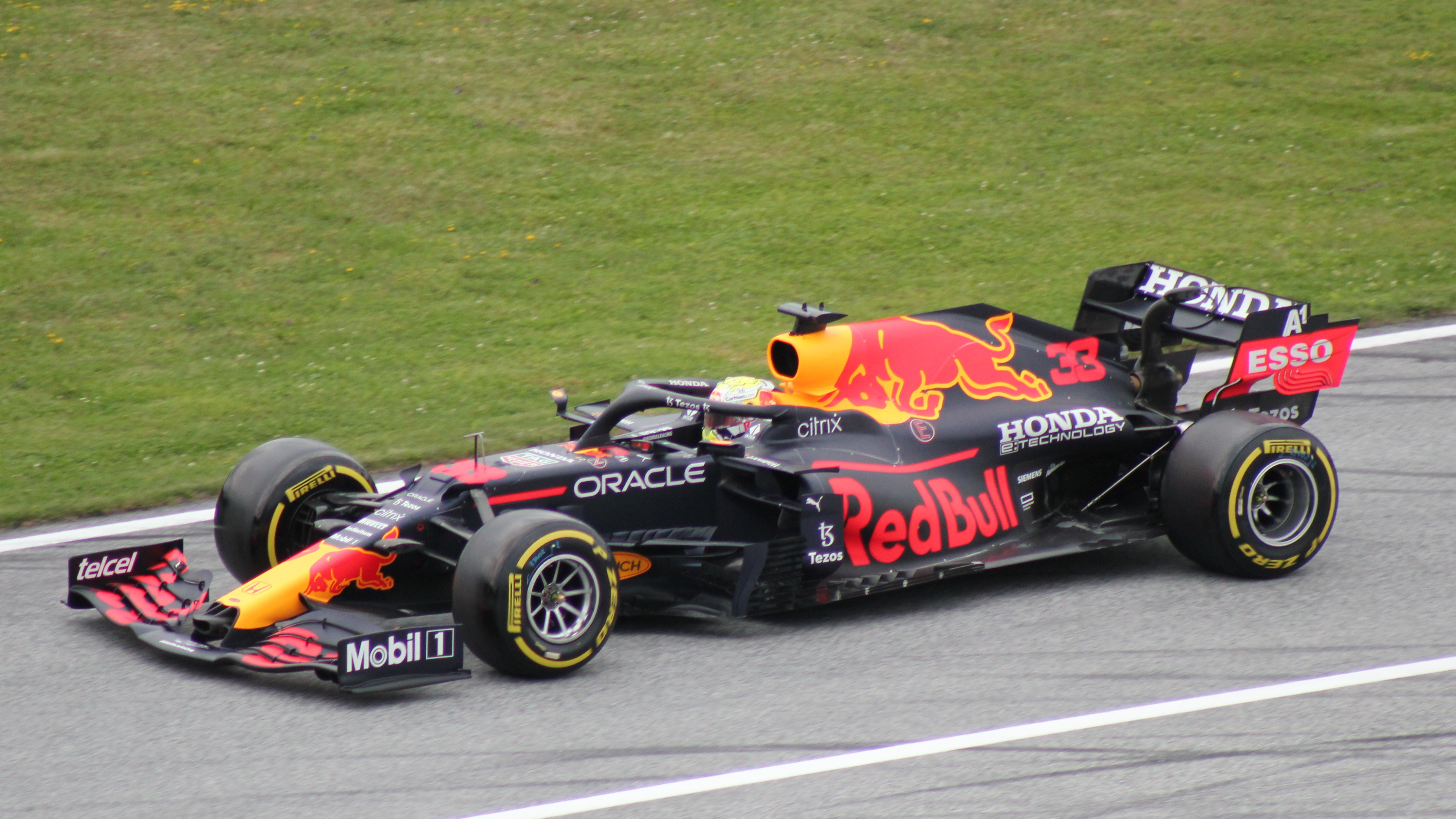
フォーミュラ1
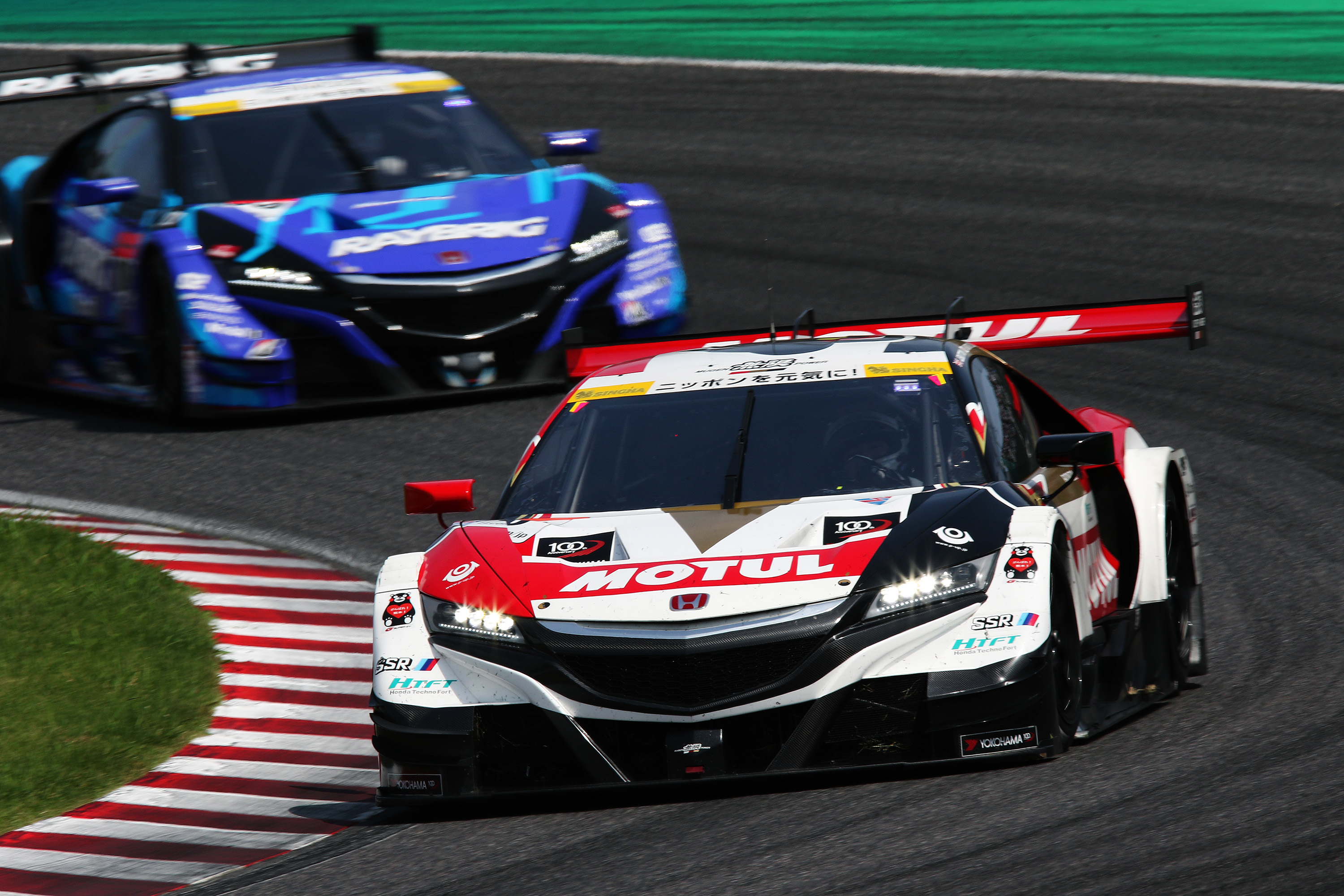
SUPER GT
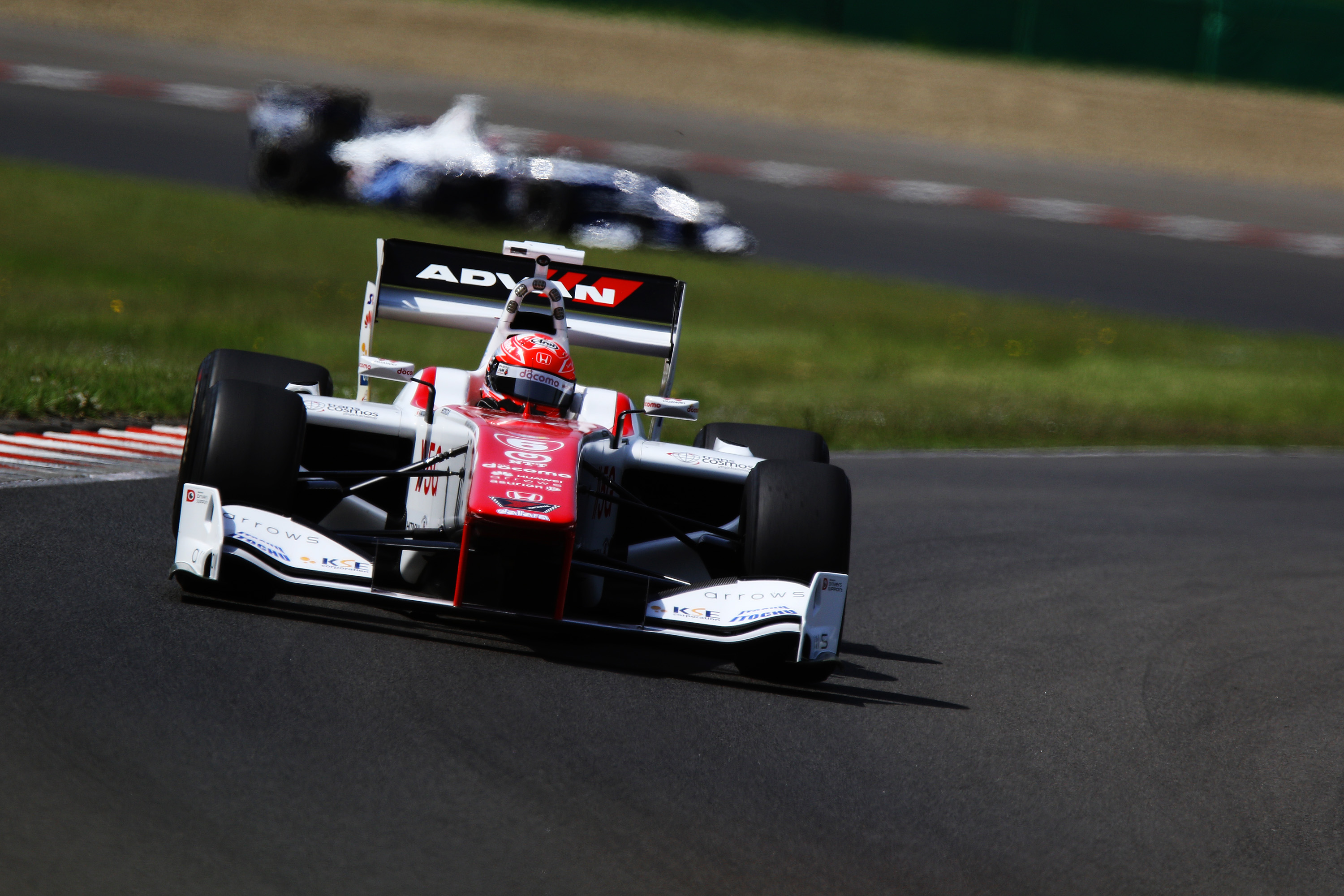
スーパーフォーミュラ
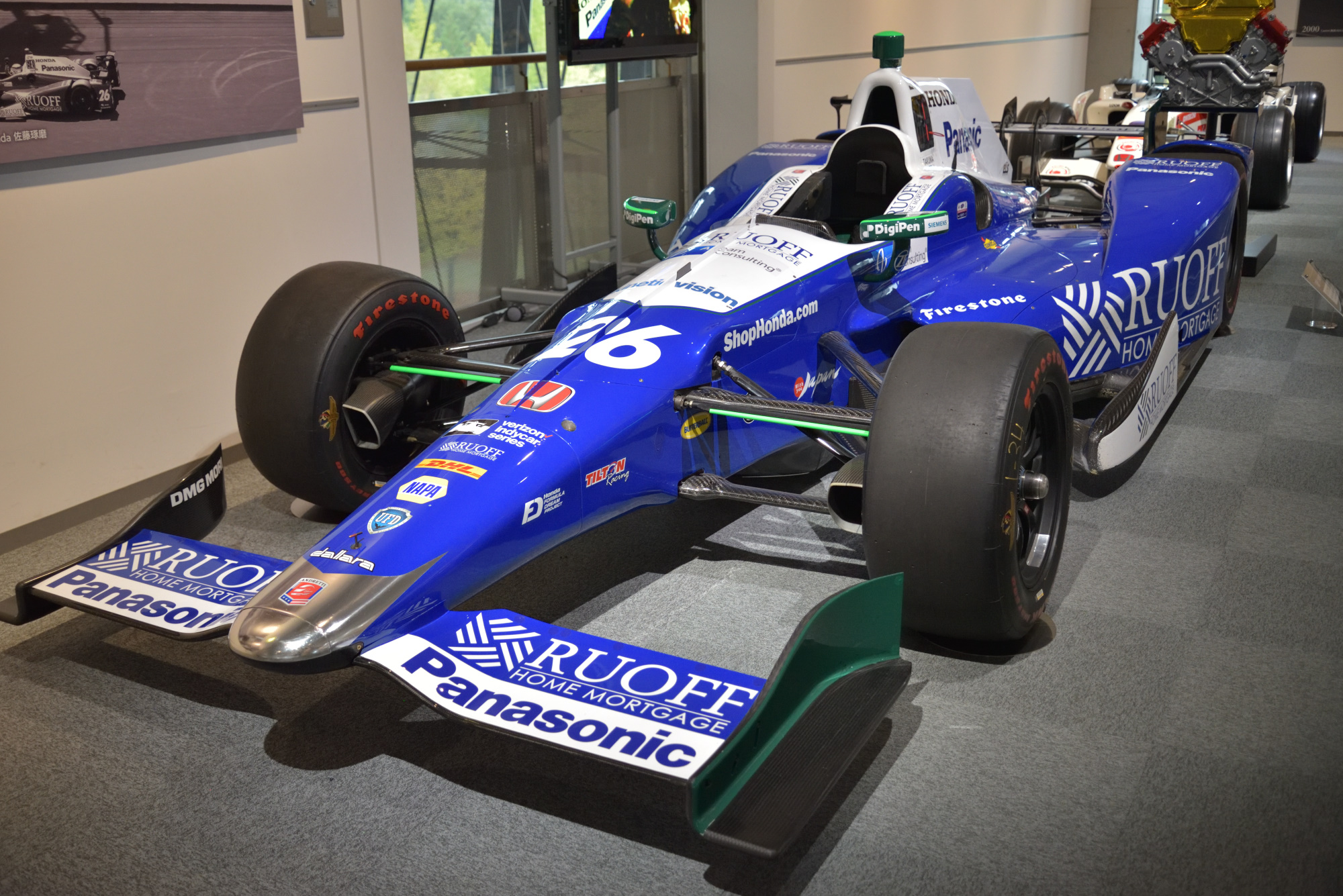
インディカー・シリーズ
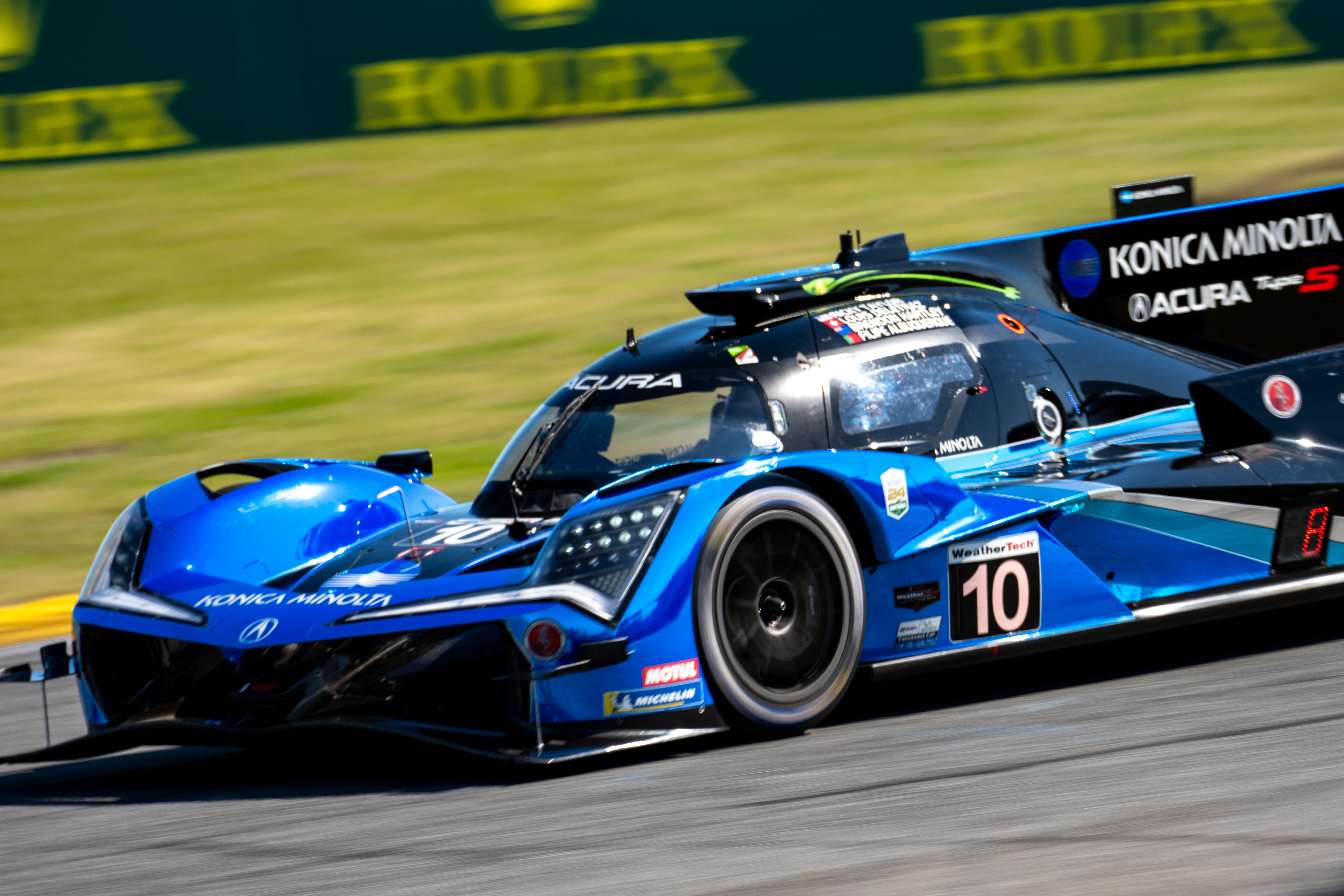
IMSA
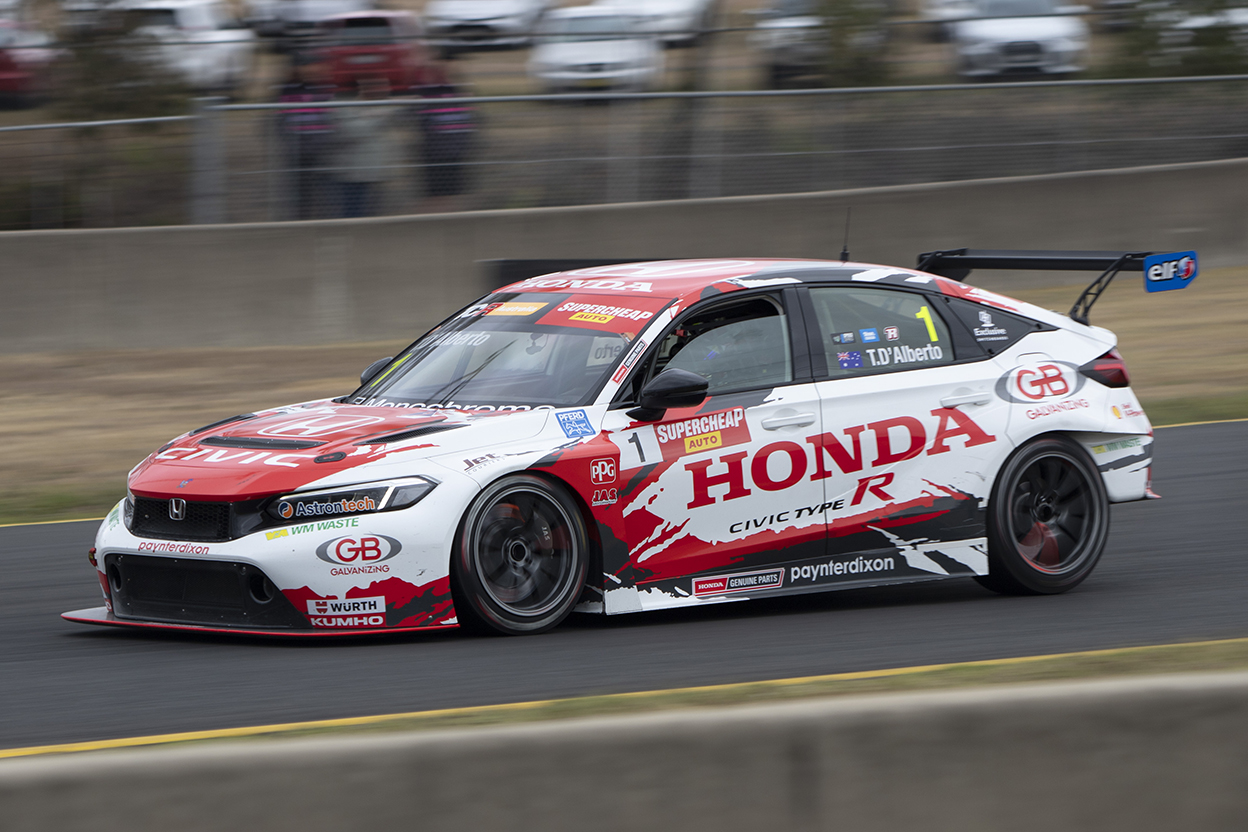
TCR
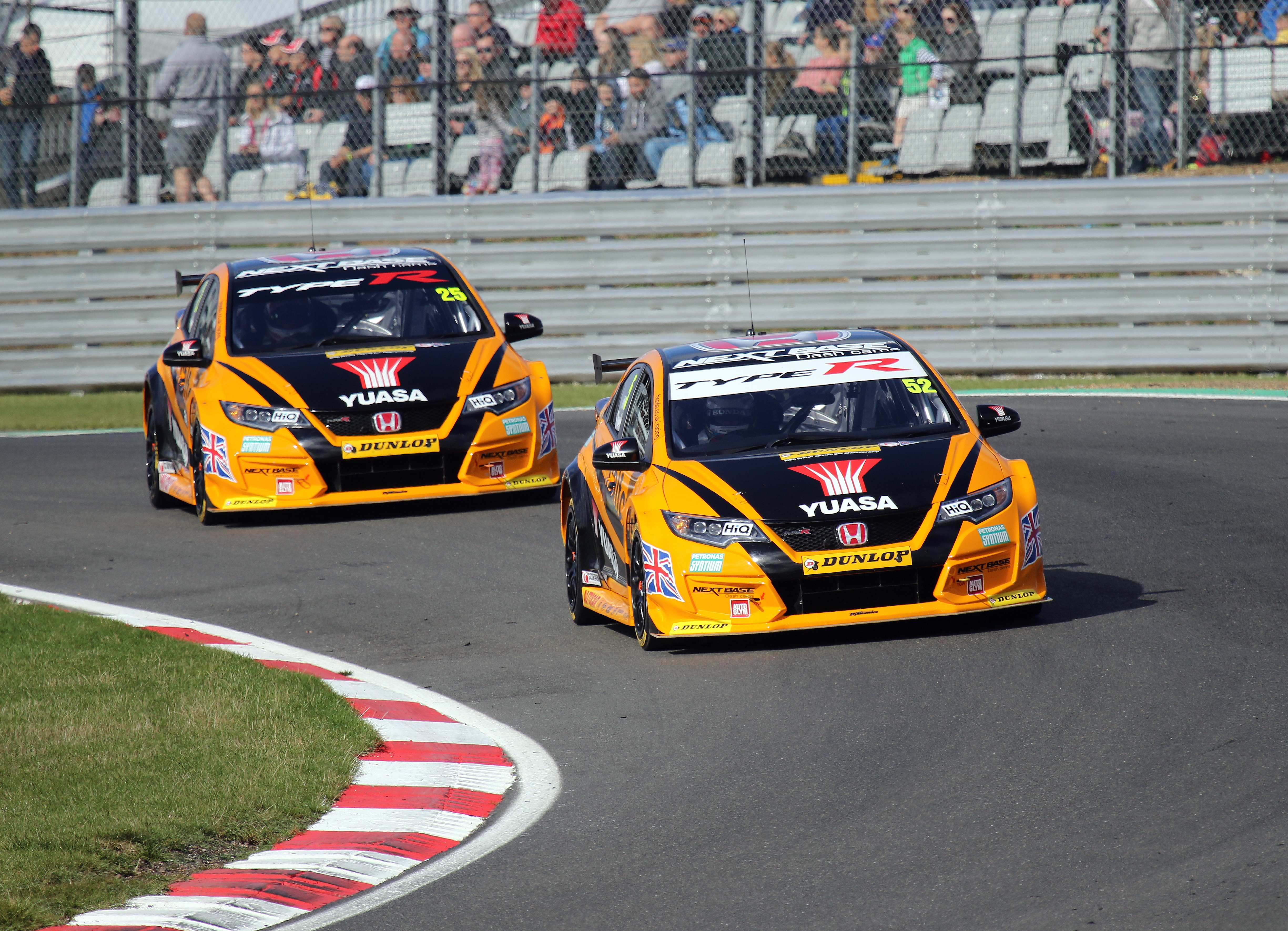
BTCC
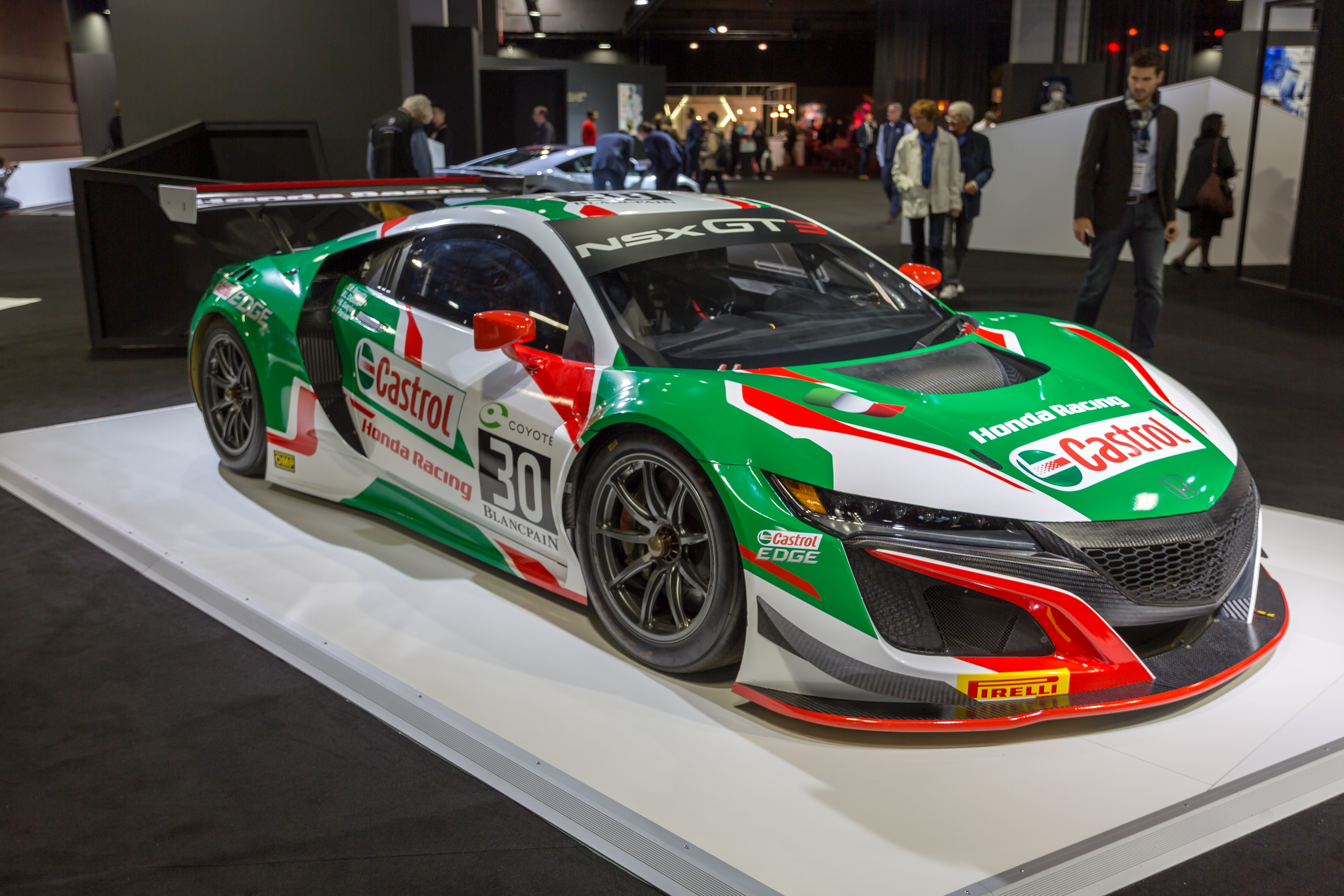
グループGT3
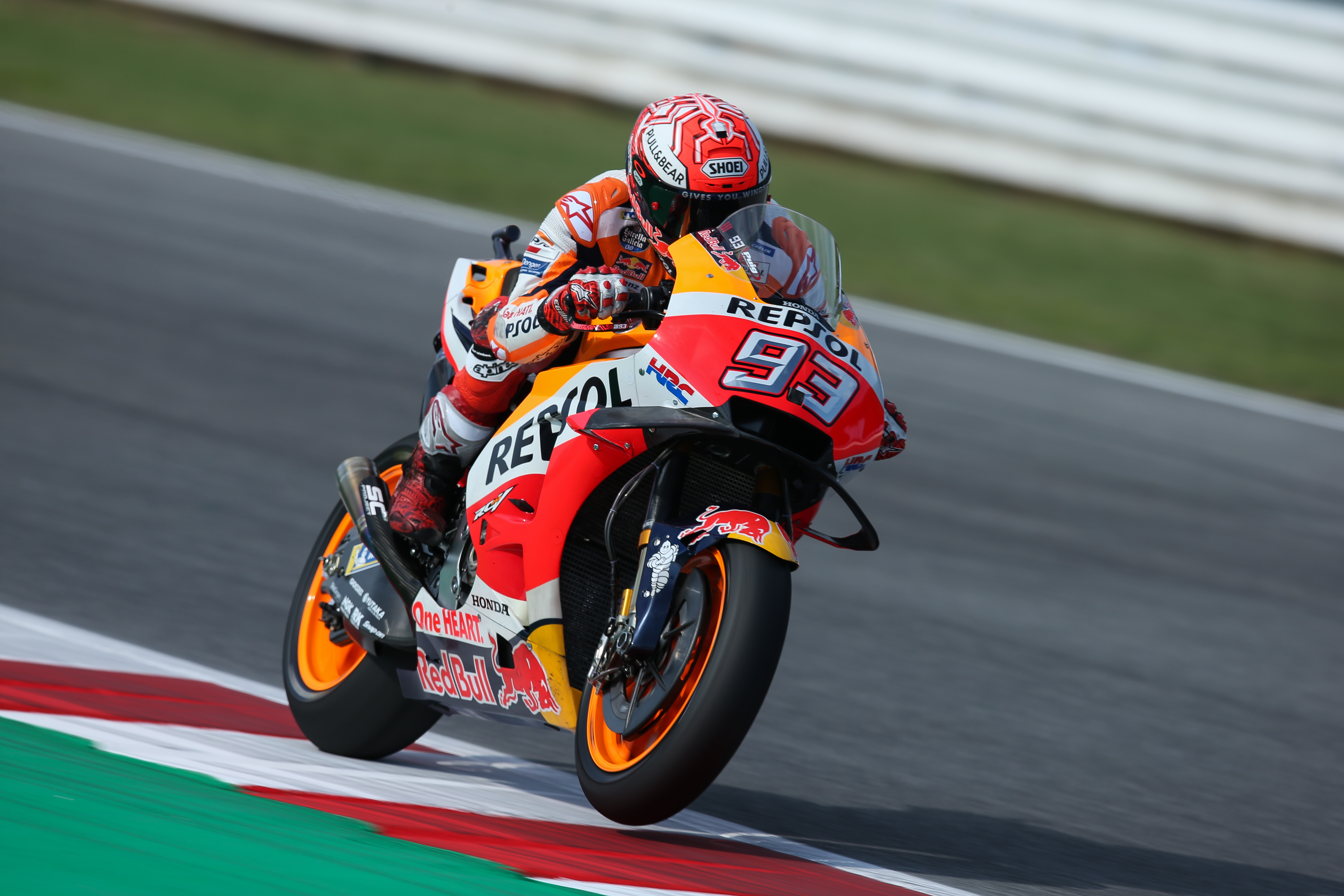
MotoGP
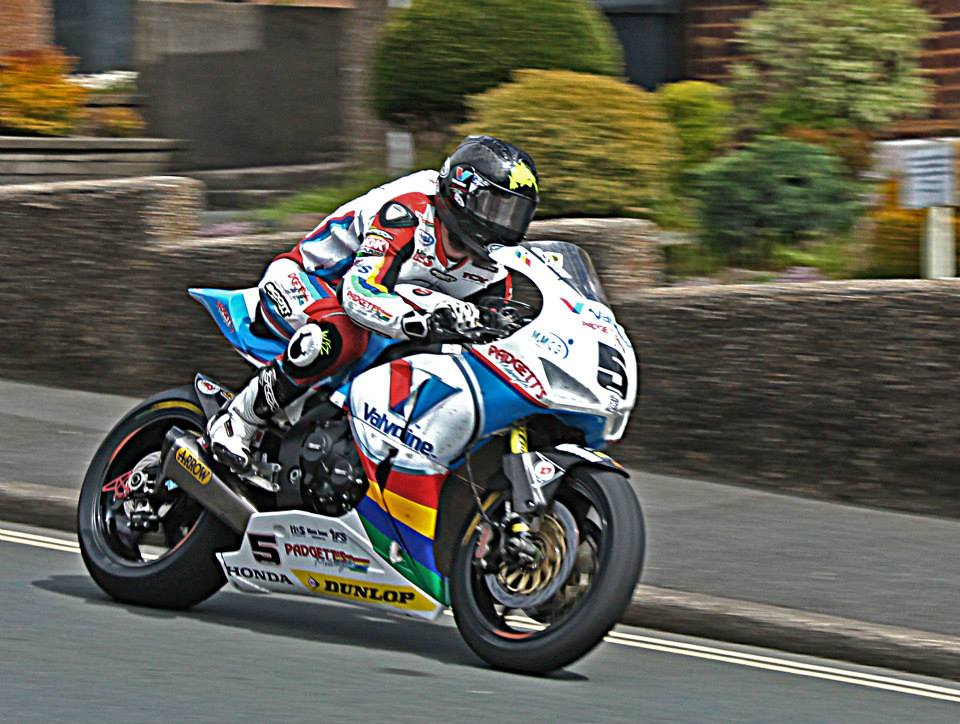
マン島TT
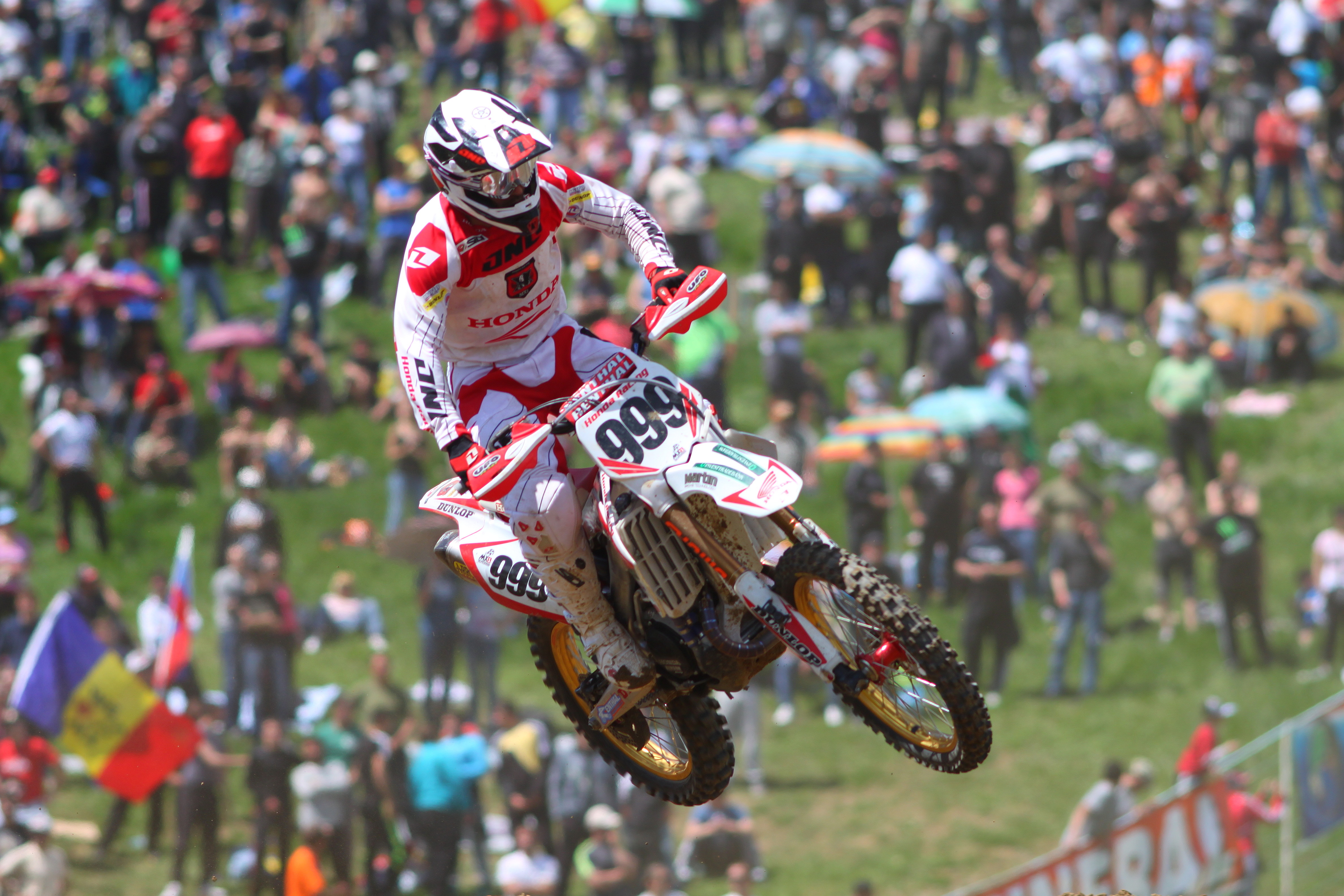
MXGP
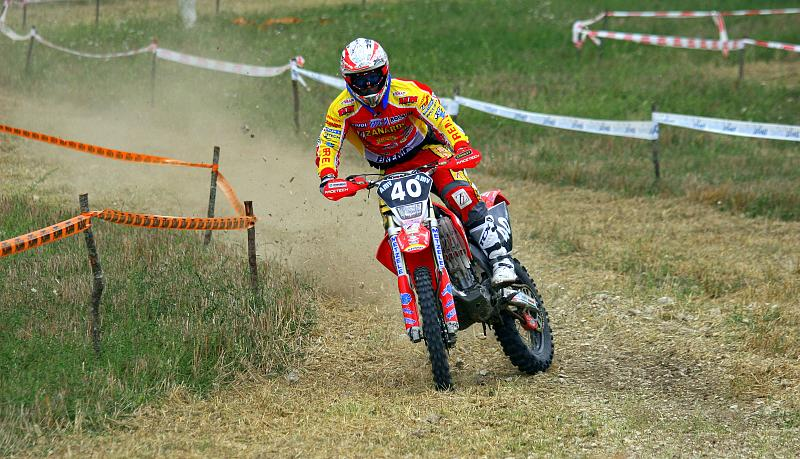
EnduroGP
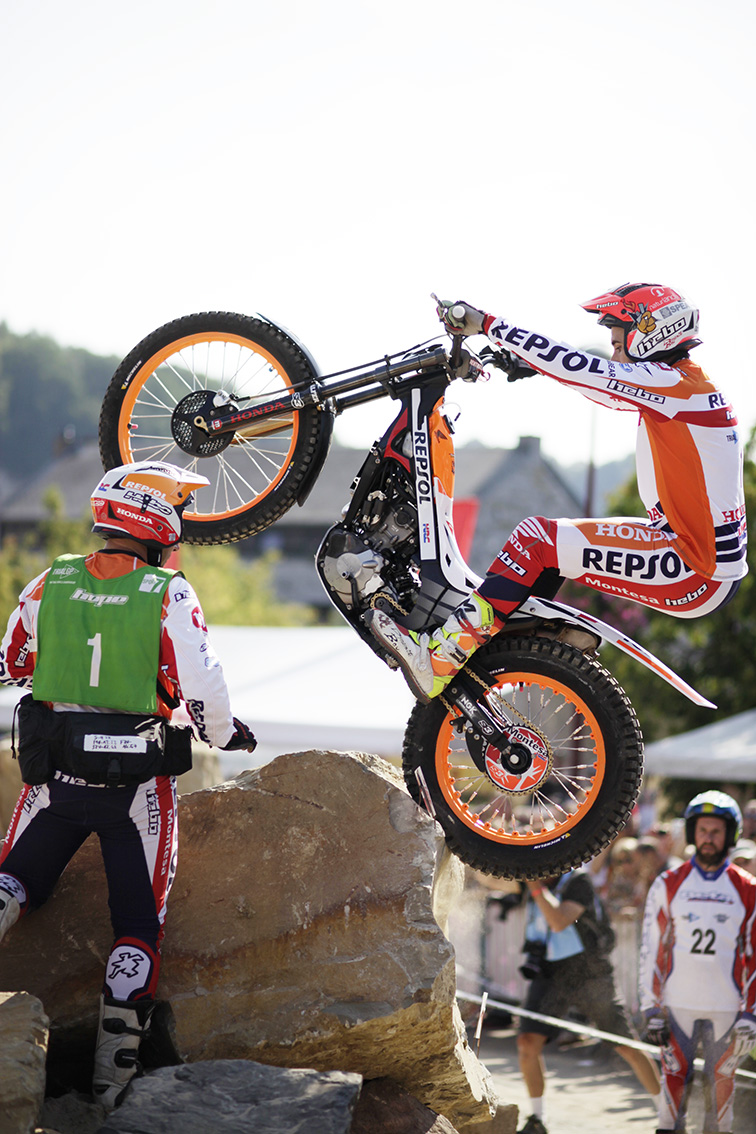
TrialGP
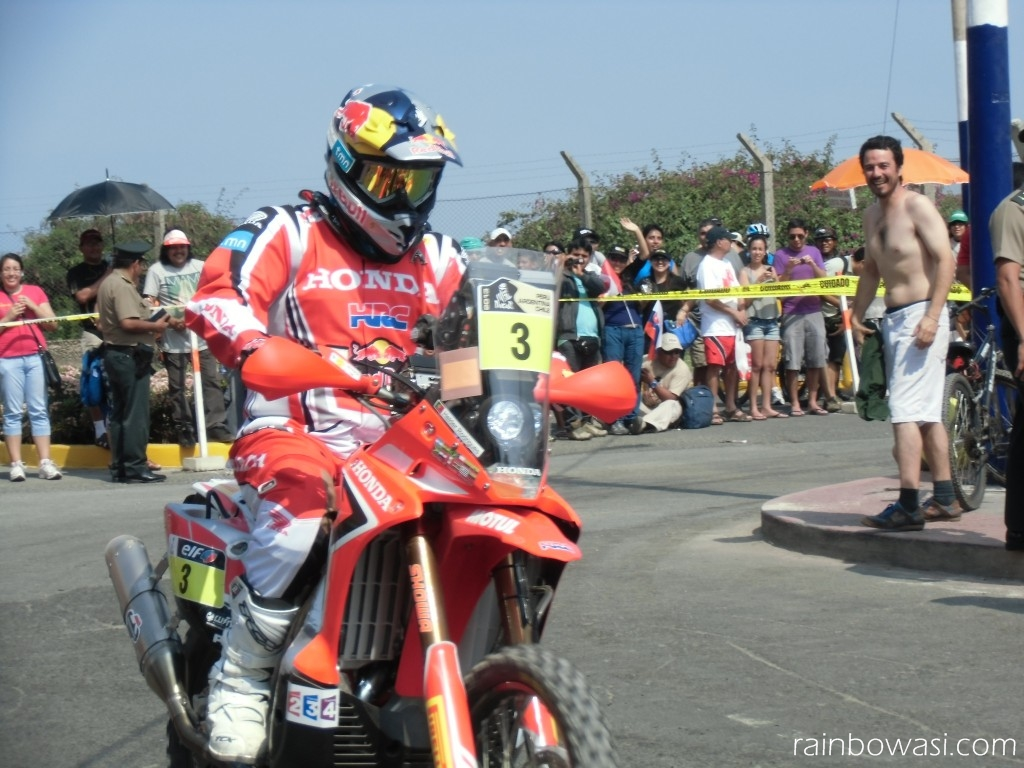
ダカール・ラリー

## 事業所
- Honda 和光ビル - 埼玉県和光市
- Honda 白子ビル - 埼玉県和光市

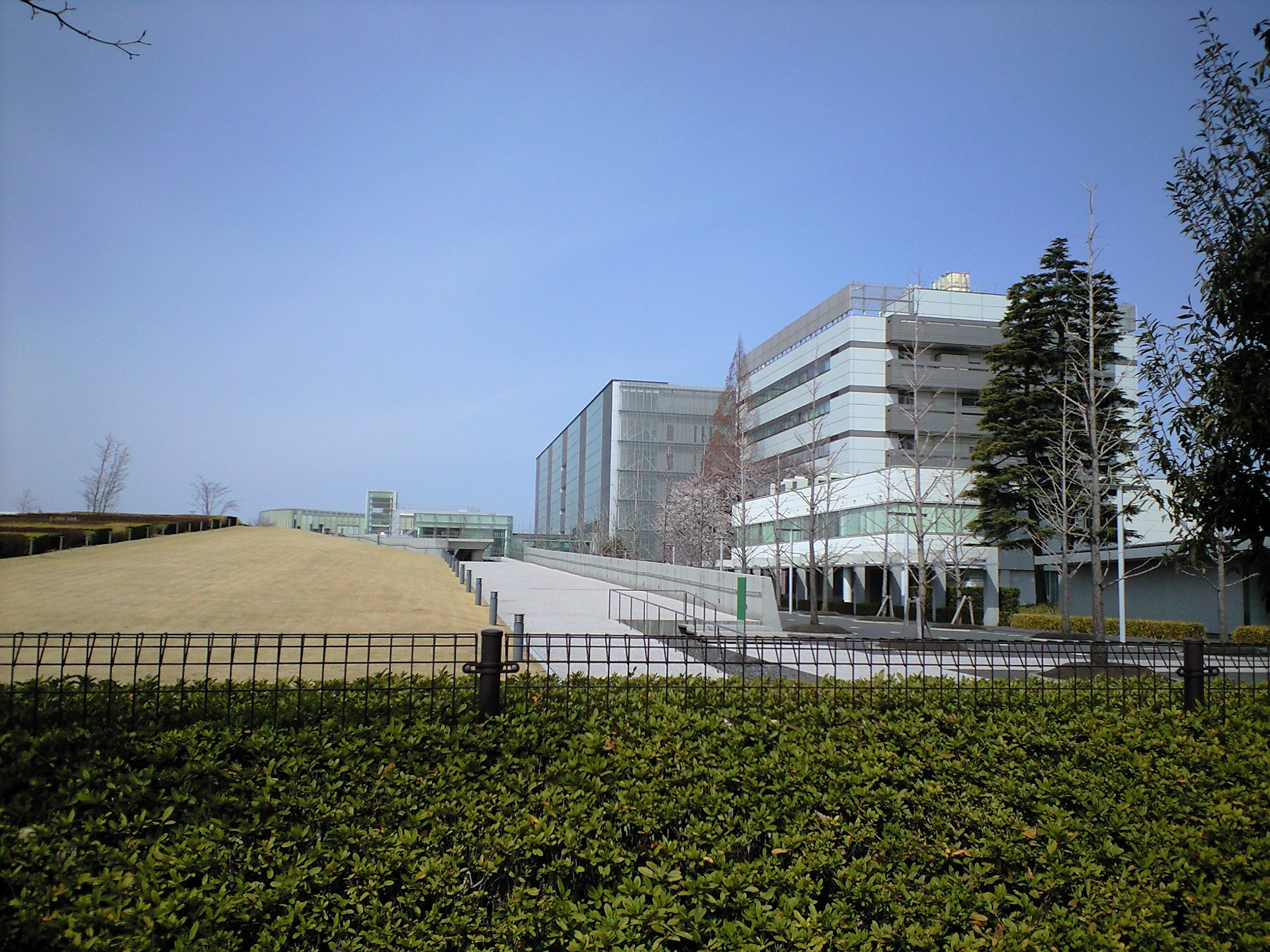
和光ビル（通称・和光本社）

- 品質改革センター栃木- 栃木県芳賀郡芳賀町
- 生産企画統括部・パワートレイン生産企画統括部 - 栃木県塩谷郡高根沢町

### 閉鎖
- Honda 八重洲ビル（本田財団）- 東京都中央区。1960年完成、1970年改修・増築[112]。1985年に本田宗一郎の執務室が設置され、91年8月に84歳で死去後も執務室を維持していた。ビル解体に伴い、執務室は移築せず、室内のゆかりの品はホンダ関連施設で保管し、一般には公開しない[113]。また、ビル解体に伴い、本田財団は2023年2月20日と2月23日に最初で最後のビル見学会を開催した[114]。

## 生産拠点

### 日本国内

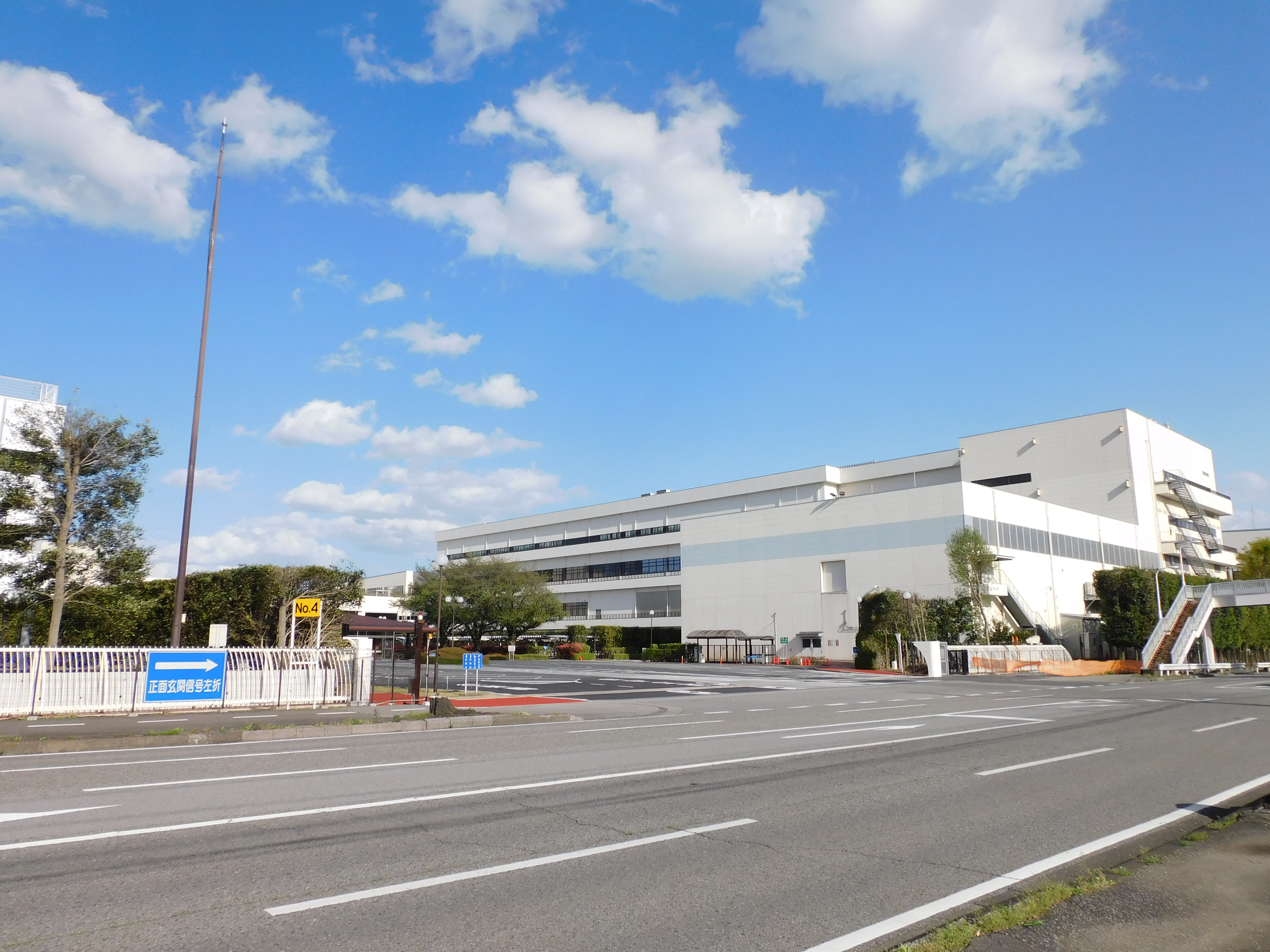
生産企画統括部・パワートレイン生産企画統括部

2025年5月現在
埼玉製作所完成車工場（旧名：埼玉製作所寄居完成車工場）
2013年7月操業 / 埼玉県大里郡寄居町（みなみ寄居駅すぐ）
生産品目 : フリード、シビック、シビックタイプR、ステップワゴン、ZR-V
生産能力 : 25万台/年
埼玉製作所 小川エンジン工場
2009年4月設立 / 埼玉県比企郡小川町
生産品目 : 四輪車用エンジン
埼玉製作所狭山工場（旧名：埼玉製作所狭山完成車工場）
1964年5月操業、2022年から完成車生産を寄居工場へ集約 / 埼玉県狭山市（新狭山駅近く）
生産品目 : プレス・溶接・合成樹脂の一部の部品

鈴鹿製作所
1960年4月操業 / 三重県鈴鹿市
生産品目 : N-BOX、N-WGN、N-ONE、N-VAN、フィット、ヴェゼル
生産能力 : 53万台/年
ホンダオートボディー株式会社（旧・八千代工業（株）四日市製作所）
1985年8月委託生産開始 / 三重県四日市市
生産品目 : N-VAN
生産能力 : 3.6万台/年
生産企画統括部・パワートレイン生産企画統括部
2016年操業 / 栃木県塩谷郡高根沢町
熊本製作所
1976年1月操業 / 熊本県菊池郡大津町
生産品目 : スクーターから大型までの二輪全般、ATV、発電機、GCV大型、モンパル、除雪機、ポンプ、耕うん機、芝刈機
パワートレインユニット製造部
1970年12月操業 / 栃木県真岡市
生産品目 : 四輪車用エンジン部品、足回り部品、ミッション部品など
トランスミッション製造部
1954年4月操業 / 静岡県浜松市中央区
生産品目 : 四輪車用ATミッション
パワープロダクツ事業本部細江船外機工場
2001年9月操業 / 静岡県浜松市浜名区
生産品目 : 船外機

## 主なグループ企業
本田技研工業、本田技術研究所、ホンダ・レーシング、ホンダアクセス、学校法人ホンダ学園の5法人は、同一の労働協約を適用し、給与体系や福利厚生などの労働条件は同一となる。特記無き企業形態は全て株式会社である。

### 研究開発関連
連結子会社
本田技術研究所
（設立:1960年7月、本田技研工業より分離）
国内研究所
- 二輪R&Dセンター（設立:1973年11月）
- 四輪R&Dセンター《和光》（設立:1964年5月）
- 四輪R&Dセンター《栃木》（設立:1986年4月）
- 汎用R&Dセンター（設立:1979年5月）
- 航空機エンジンR&Dセンター（設立:2004年7月）
- 基礎技術研究センター（設立:1991年1月）
- 栃木プルービンググラウンド（設立:1979年4月）
- 鷹栖プルービンググラウンド（設立:1996年5月）

研究会社（日本国内）
- ホンダ・レーシング（HRC、設立:1973年6月）
  - レース用二輪車の開発、製造販売。各種レース用二輪部品の製造販売

- ホンダ・リサーチ・インスティチュート・ジャパン（設立:2002年 12月）
  - 先端技術の研究開発

- ホンダテクノフォート（設立:1987年3月）
  - 研究開発サポート（設計、試作、組立、各種テスト）

研究会社（日本国外）
- ホンダR&Dアメリカス（設立:1984年9月）
- ホンダR&Dヨーロッパ《ドイツ》（設立:1988年4月）
- ホンダR&Dヨーロッパ《U.K.》（設立:1992年12月）
- ホンダR&Dヨーロッパ《イタリア》（設立:2000年7月）
- ホンダR&Dサウスイーストアジア（設立:1997年11月）
- ホンダR&Dアジアパシフィック（設立:2005年12月）
- 本田摩托車研究開発有限公司（設立:2002年1月）
- ホンダR&D インディア（設立:2003年6月）

- ホンダ・リサーチ・インスティチュート・USA（設立:2003年1月）
  - 先端技術の研究開発

- ホンダ・リサーチ・インスティチュート・ヨーロッパ（設立:2003年1月）
  - 先端技術の研究開発

その他の会社
- M-TEC（設立:2003年10月※）
  - レース用四輪車・二輪車の開発、製造販売。各種レース用部品の製造販売

（※無限の事業継承を行うため設立。取引関係のみ）

### 日本国内部品製造
連結子会社
- 浅間技研工業（設立:1973年10月）
  - フライホイール、エキゾーストマニホールドなどの製造

- アリス三洋
  - アルミ二次合金製造（ホンダトレーディング関連会社）

- ウエムラテック（設立:1990年9月）
  - 自動車など・各種部品製造

- エムビーエイ
  - カーナビ用商品の開発、販売

- 希望の里ホンダ（特例子会社。設立:1985年8月）
  - ピストン、ケースカバー、ナックルなどの小組立

- 合志技研工業（設立:1974年11月）
  - フューエルタンク、マフラーなどのプレス、塗装・表面処理加工部品の製造

- ゴウシテック（設立:1997年2月）
  - 二輪部品、エキゾーストマフラーの生産

- 新日工業（設立:1963年）
  - ATミッション部品などの機械加工

- スミレックス
  - 四輪車用部品の製造

- ヒロセ精工
  - 金型の制作、及びメンテナンス

- ホンダエレシス（設立:2002年10月）
  - ABS、EPS、HiDSなど電子制御システムユニットの開発・製造・販売 / 「旧ネステック」

- 本田金属技術（設立:1963年12月）
  - エンジン部品《インテークマニホールド・ピストン・シリンダーヘッドなど、アルミ鋳造品》の生産

- ホンダ ソルテック（設立:2006年12月）
  - 太陽電池の製造・販売。阪神甲子園球場にもパネルが設置される。

- ホンダ太陽（特例子会社 。設立:1981年9月）
  - 二輪車・四輪車・汎用《スピードメーター、グローブボックスなど》の部品生産（太陽の家との共同出資会社）

- MAP
  - アルミ溶湯（ホンダトレーディング関連会社）

- MAP狭山（設立:2006年4月/ホンダトレーディング関連会社）
  - アルミ溶湯

- TDEC（旧社名：水谷精器工業）（設立:1951年10月）
  - 輸送機器用プレス金型、プレス加工

- メッツ（設立:1953年7月）
  - 自動車機器及び産業機器の部品製造《ダイカスト》・加工・組立

- ユタカ技研（設立:1954年7月）
  - エキゾーストマニホールド、コンバータ、ボディビームなどの製造

- ワイジーテック（設立:2008年4月）
  - 自動車部品及び二輪汎用部品の製造及び販売

関連会社
- アイキテック（設立:1956年1月）
  - トランスミッションギア、シャフトなど精密機能部品の生産

- アツミテック（設立:1954年4月）
  - シフトフォーク、セレクトレバーなど精密部品の生産

- エイチワン（設立:2006年4月）
  - 車体骨格部品、精密プレス部品、溶接加工部品の生産

- エフ・シー・シー（設立:1939年6月）
  - 動力伝達装置《クラッチなど》を専門とする機能部品の生産

- エフテック（設立:1955年11月）
  - 四輪車用サスペンションなどの製造

- エム・エス・ディ（設立:1958年6月）
  - 汎用完成機の組立生産委託および二輪フレーム部品生産

- ジーテクト（設立:2011年3月）
  - 自動車用車体骨格部品の生産、販売

- 金田工業（設立:1949年1月）
  - 四輪車用ATミッション・二輪用MT・汎用エンジンクランクシャフトの製造

- スチールセンター（設立:1950年3月）
  - 鋼板の切断加工、自動車部品などのプレス加工、生産

- 田中精密工業（設立:1951年3月）
  - 自動車、オートバイのエンジン部品、足廻り部品などの生産

- 都筑製作所（設立:1944年6月）
  - ナックル、インテークマニホールド油圧部品など機械加工部品の生産

- テイ・エス テック（設立:1954年4月）
  - 自動車用シートおよび内装品の生産、内装品製造 /「旧東京シート」

- ベステックスキョーエイ（設立:1957年5月）
  - 自動車部品の開発、製造

- 増田製作所（設立:1946年4月）
  - 輸送用機械器具製造

- J-MAX（設立:1960年1月）
  - 自動車部品、各種金型、合成樹脂成形製品および治工具の設計・製作・加工、販売

- 武蔵精密工業（設立:1944年1月）
  - 精密機能部品の生産

- 柳河精機（設立:1948年1月）
  - サスペンション、四輪トランスミッションナックルAssyなどの機能部品の製造

- 山田製作所（設立:1946年2月）
  - ステアリングギアボックス、オイルポンプなどの製造）

- 日立Astemo（設立:2009年7月）
  - 自動車及び輸送機器用部品・機械・システム、産業用バルブの開発、生産、販売（日立製作所が66.6%、本田技研工業が33.4%の株式をそれぞれ保有）

### 日本国内営業関連

#### 営業、購買、ファイナンス業務、その他
連結子会社
- ホンダパワープロダクツジャパン（設立:2017年10月）
  - 汎用製品の卸営業（旧・オールホンダ販売）

- ジャパンテクノ
  - 食品製造技術の開発（ホンダトレーディング関連会社）

- 北海道ホンダ販売（設立:1983年11月）
  - 二輪製品および汎用製品の販売業務

- ホンダアクセス（設立:1976年8月）
  - ホンダ純正アクセサリー、Gathersなどの二輪車、自動車の付属用品の開発、生産、販売

- ホンダオペレーションサービス熊本（設立:2007年9月）
  - 納車前点検、配送業務

- ホンダコムテック（設立:1989年9月）
  - 広告、宣伝、情報処理および提供

- ホンダセールスオペレーションジャパン（設立:2005年7月）
  - 人材育成能力開発業務、経営及び事業に関するコンサルティング、四輪車のオンライン販売

- ホンダトレーディング（設立:1972年3月）
  - 内外資材《非鉄金属》、《鋼板》などの輸出入及び販売などを主とする商社業務全般

- ホンダファイナンス（設立:1966年4月）
  - ホンダ関連会社およびホンダ関連会社の顧客に対する事業者金融、リース業

- ホンダモーターサイクルジャパン
  - 二輪販売店への卸し、市場ニーズの把握、販売店の支援、販売促進

- ホンダユーテック（設立:1992年2月）
  - 中古車オークション会場の運営、中古車販売事業他

関連会社
- ホンダパーツ関西
  - 部品の卸売り、部品の保管・配送業務

- ホンダパーツ西南
  - 部品の卸売り、部品の保管・配送業務

#### 四輪販売会社
連結子会社(本田技研工業100%出資)
- ホンダモビリティ九州
  - 「Honda Cars福岡(福岡、佐賀) - 大分 - 長崎 - 熊本 - 鹿児島 - 宮崎 」の7県をカバーする販売会社

- ホンダモビリティ中四国
  - 「Honda Cars岡山 - 広島 - 山口 - 香川 - 愛媛」の5県をカバーする販売会社

- ホンダモビリティ近畿
  - 「Honda Cars京都 - 兵庫 - 大阪 - 南近畿奈良 - 南近畿和歌山」の5府県をカバーする販売会社

- ホンダモビリティ中部
  - 「Honda Cars愛知 - 静岡西 - 北陸（石川、富山、福井）」 の5県をカバーする販売会社

- ホンダモビリティ南関東
  - 「Honda Cars東京中央 - 横浜 - 埼玉 - 千葉」の1都3県をカバーする販売会社

- ホンダモビリティ北関東
  - 「Honda Cars茨城 - 栃木 - 群馬中央 - 新潟 - 山梨 - 松本中央」の6県をカバーする販売会社

- ホンダモビリティ東北
  - 「Honda Cars宮城中央 - 山形 - 福島 - 岩手 - 秋田 - 青森」の6県をカバーする販売会社

- ホンダモビリティ北海道
  - 「Honda Cars北海道と道北エリアの販売協力店」

- 沖縄ホンダ
  - 「Honda Cars 沖縄 - Honda Dream沖縄」を運営する販売会社。

関連会社
- 上記以外のホンダカーズ○○（地場企業）

#### 二輪販売会社
- ホンダドリーム関東
  - 関東地域の新車販売店舗（DREAM店）を10店舗統括
- ホンダドリーム九州
  - 九州地域（沖縄・鹿児島奄美群島を除く）の新車販売店舗（DREAM店）を5店舗統括
- ホンダドリーム近畿
  - 近畿地区の新車販売店舗（DREAM店）を9店舗統括
- ホンダドリーム中部
  - 中部地域の新車販売店舗（DREAM店）を5店舗統括
- ホンダドリーム東京
  - 東京・神奈川の新車販売店舗（DREAM店）を11店舗統括
- ホンダドリーム東北
  - 東北地域の新車販売店舗（DREAM店）を5店舗統括
- ホンダドリーム中四国
  - 中国・四国地域の新車販売店舗（DREAM店）を4店舗統括

### 販売店

#### 四輪車販売店
Honda Cars店
2006年3月1日をもってこれまでの販売網3系列（下記参照）を1本化、店舗名はそのままながらも全店全車種取り扱いへと移行した。同年7月13日、全国各店舗の屋号変更がに一斉に行われた（2代目ストリーム発表と同日）。同年9月以降、順次店舗の看板や外装を変更。販売系列の区分けと販売系列のロゴマークはなくなった。
移行・変更前の販売系列
1962年、4輪車への進出を表明した当時のホンダはオートバイメーカーとしての地位を築いており、既存の業販制度の全国販売網を生かす形で四輪販売網を構築した。
- ホンダ・SR/SFを参照。

商品ラインナップの発展とともに業販制度から直販体制に変わり、ベルノ店の発足を皮切りに、個性に応じた販売チャネルを発足させた。
- プリモ店（シビックをメインに、小型車、軽自動車を販売）
- クリオ店（アコード、レジェンドの高級セダン車および上級車がメイン）
- ベルノ店（1978年のプレリュード発売と同時に発足。スポーツカーとSUVがメイン）

Honda Cars・U-Select
中古車販売（ホンダ車のみ）・買取店（他銘柄車可）。2019年11月に実施されたホンダ認定中古車制度の見直しに伴い、2020年3月までにAuto TerraceからHonda Cars・U-Selectへの店舗名変更を完了した。
過去にはフォード・モーター車（1975年 - 1979年）やジープ（1990年 - 1997年）車を扱っていた時期があった。
2008年秋に「アキュラ」ブランドの国内進出が予定されていたが、2010年以降へと一旦延期、結局、急激な不況のあおりを受け、最終的に国内進出自体が白紙撤回された。
2023年4月、他メーカーと同様の「地域ディーラー広域合併」を実施する。北関東・中部・近畿・中四国の各地域においてホンダ直営の販売会社を越境合併で1社に統合し、統合後の社名を「ホンダモビリティ（地域名）」に変更する。

#### 二輪車販売店
かつての販売系列
DREAM店
ホンダ車のみを扱う大型店舗。技能講習会、サーキット走行入門者向けの講習なども行っている。認定中古車の検査基準として、車両検査専門会社「AIS」の査定基準を導入。
PRO'S店
プロス店では日本向けとして生産されているホンダのオートバイをすべて扱っている。なおプロス店はホンダ専売の店舗と他メーカー車両との併売の店舗がある。
WING店
本田技研工業の自動2輪車に精通した2輪専門店として、ディーラー網が日本全国に整備された。主に個人営業店が多い。PRO'S 店と異なるのは、NSR50などのスポーツ系車種を除いて125cc以下の原動機付自転車の取り扱いを行わない。
2018年4月より販売網の再編成を実施。異なる客層へのサービスの違いを明確に分ける体制とする。
Honda Dream店
ホンダ車フルラインナップのみを扱う大型店舗。新デザインへのリニューアルと同時に、サービス品質の更なる向上が図られる。
Honda Commuter店
250cc以下のホンダのオートバイを扱っている。ホンダ専売の店舗と他メーカー車両との併売の店舗がある。

### 輸送・不動産関連
連結子会社
- ホンダロジスティクス（設立:2006年10月）
  - 一般運送、二輪車・四輪車輸送、納入代行、梱包、貨物、倉庫業、物流機器の製造販売

関連会社
- デポックス（設立:1989年10月）
  - 新車納車整備、用品取付、車両輸送

- デポックス関西
  - 新車納車整備、用品取付、車両輸送

- ホンダ開発（設立:1959年4月）
  - 損害保険代理業、社員食堂・売店および「新狭山ホテル」の運営、不動産・旅行などホンダの福利厚生の一部を担当〔旧開発総業〕

### 修理、整備業務
連結子会社
- ホンダボディサービス岡山（設立:1991年12月）
  - 四輪車・二輪車の修理および整備

- メカネット札幌
  - 自動車修理業

関連会社
- ホンダボディサービス神奈川
  - 四輪車・二輪車の修理および整備

### レジャー・教育関連および新分野
連結子会社
- ケイピーテック（設立:2003年3月）
  - 職業紹介事業

- サーキットサービスクリエイツ（設立:1997年1月）
  - ホンダ系企業への事務職・OAオペレーターの派遣を中心に、国際レース開催時の通訳やイベントスタッフ、翻訳者や整備士を派遣する人材派遣会社〔ホンダモビリティランド株式会社100%出資〕

- 日本レースプロモーション（JRP）
  - スーパーフォーミュラ、フォーミュラチャレンジ・ジャパン などのモータースポーツ競技の興行、運営・管理

- 本田航空 / Honda Airways（設立:1964年3月）
  - 埼玉県の荒川河川敷に小型飛行機専用の滑走路やヘリポートを備える「ホンダエアポート」を運営し、一般向けにヘリコプターや小型機での遊覧飛行やチャーターサービス、各種操縦訓練、埼玉県及び栃木県の防災ヘリコプターの運航受託、救急ヘリでの医療搬送サービスなどを行っている。

- ホンダモビリティランド株式会社（設立:2006年6月）
  - 鈴鹿サーキット・モビリティリゾートもてぎの運営管理と付随する各種事業の展開
    - 「鈴鹿サーキット」（営業開始:1962年9月）
    - 「モビリティリゾートもてぎ」（営業開始:1997年（平成9年）8月）

- ホンダレインボーモータースクール（設立:1972年6月）
  - 二輪車・普通自動車・中型自動車の法定教習を行う「指定自動車教習所」及び、一般・団体・企業向けに、二輪・三輪・四輪・トラックの運転に関する各種トレーニングなどを行う「交通教育施設」を運営している
    - 「レインボーモータースクール」（開校:1972年6月 / 埼玉県和光市）
      - 「指定自動車教習所」

    - 「交通教育センターレインボー埼玉」（設立:1980年6月 / 埼玉県比企郡川島町）
      - 「交通教育施設」/ 免許取得に関する業務は行っていない

    - 「レインボーモータースクール福岡」（開校:1981年3月）
      - 「指定自動車教習所」

    - 「レインボーライディングスクール浜松」（開校:1982年7月）
      - 「指定自動車教習所」

    - 「HSR九州 交通教育センターレインボー熊本」（開校:1989年3月）
      - 「交通教育施設」/ 免許取得に関する業務は行っていない

    - 「交通教育センターレインボー浜名湖」（開校:2002年4月）
      - 「交通教育施設」/ 免許取得に関する業務は行っていない

関連会社
- モビリティ文化出版（設立:1978年11月）
  - 『月刊 運転管理』という名の安全運転や運行管理などについての専門誌を毎月発行・販売している出版事業者

関連団体
- 財団法人 本田財団（設立:1977年12月 / 創設者「本田宗一郎」、実弟「本田弁二郎」）
  - 人間の営みと環境の調和を伴った科学技術の振興により、人々の福祉と平和、幸福に寄与する為の活動をしている個人やグループへの支援などを行う非営利団体

- 財団法人 国際交通安全学会（設立:1974年/ 創設者「本田宗一郎」、「藤澤武夫」及び「本田技研工業」）
  - 円滑な交通及び、より安全で望ましい交通社会に向けた調査研究、教育、助成などを行う非営利団体

- 財団法人 ブレインサイエンス振興財団（設立:1986年11月）
  - 脳神経科学分野への学術研究助成、研究者の国際交流助成、塚原仲晃記念賞の贈呈などを行っている非営利団体

- 学校法人 ホンダ学園（設立:1976年）

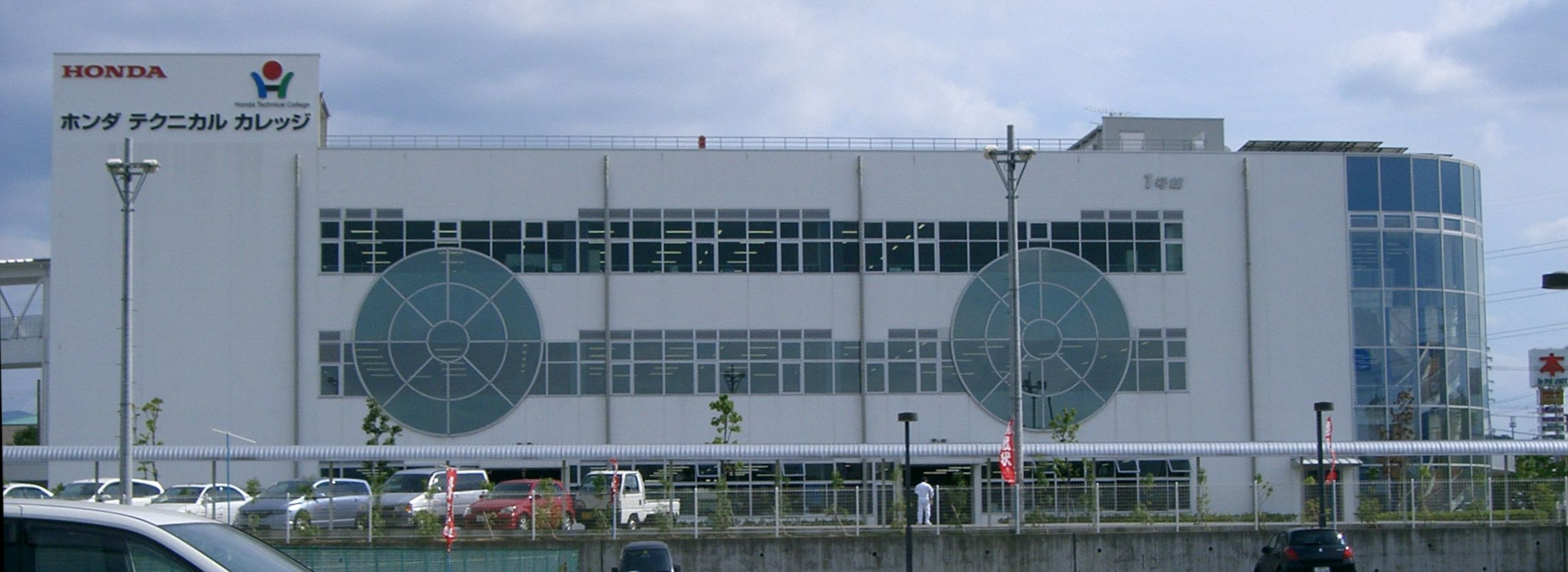
ホンダ学園

  - 自動車整備士、2輪整備士、サービスエンジニア、自動車開発者などの育成を行う専門学校の運営を行う非営利法人

## 関係する人物
- 入交昭一郎（元ホンダ副社長、セガ社長）
- 上原繁（元HGT上席研究員）
- 後藤治（元ホンダ F1プロジェクトリーダー）
- 五島哲（元ホンダ従業員、元東急建設社長）
- 桜井淑敏（元ホンダ F1総監督）
- 佐藤満（元Honda Thailand社長、フォルクスワーゲンジャパン社長、ゼネラルモーターズジャパン社長）
- 中村良夫（初代ホンダ F1チーム監督）
- 宗国旨英（元ホンダ会長、元日本自動車工業会会長）
- 森脇基恭（元ホンダ従業員、フジテレビF1中継解説者）
- 林文子（ホンダ系列ディーラー<ホンダオート横浜→ホンダクリオ神奈川北>に在籍経験。横浜市長（3期））
- 岩井明愛 岩井千怜姉妹ー所属契約女子プロゴルファー

## 事件・不祥事

### エアバッグの欠陥による死亡事故
2009年から2010年にかけて、インスパイア、アコード、シビックなど国内外の計約95万台に対して、エアバッグに関するリコールを行った。内容としてはエアバッグの膨張装置に不具合があり、エアバッグ展開時に膨張装置が破裂して金属片が飛散し、運転者を負傷させるものであった。米国では本件に絡んだ事故が計7件報告されており、うち死亡事故については飛散した金属片が運転者の首に刺さり、致命傷となった。

### 中国におけるストライキ問題
2010年5月、中国広東省仏山市にあるホンダ系列の部品工場にて、大規模なストライキが発生、
直後に他系列工場にも飛び火、江蘇省の台湾系機械工場では警官隊と従業員が衝突、50人が負傷する事態に至った。
この影響により同国内の4つの組立工場が操業停止に追い込まれ、約2週間に渡るストライキによる損失は生産高ベースで400億円以上に達した。
事件の背景として、現地の日本人駐在員との50倍にのぼる給与格差が挙げられる。当該工場の女性従業員の手取り給与が平均1千元であるのに対し、日本人駐在員は5万元であることが指摘された。従業員側は経営側に日本人駐在員の給与を公表するよう迫ったとされる。

### アスベストによる労働災害訴訟
1968年から1969年にかけて子会社工場で勤務していた男性が、当時アスベストを吸ったことが原因で中皮腫を患ったとして、後に子会社を吸収したホンダに対して約9,600万円の損害賠償請求を起こした。2010年12月の判決ではアスベストと中皮腫の因果関係が認められ、男性に対して約5,400万円（うち約2,000万円が慰謝料）の支払いが命じられた。自動車業界において、アスベスト被害が認定された初のケースとなった。

### 個人情報流出事件
2010年12月、米国における同社のインターネットサイト利用者のうち、約490万件の個人情報が、外部からの不正アクセスにより流出していたことが判明した。個人情報には名前、メールアドレス、車両番号が含まれる。約490万件のうち、約220万件がアキュラ所有者の車両番号など、残る約270万件がニュース配信を受けている者のメールアドレスとされる。
同年5月、約28万人分の顧客情報がカナダで流出したことが判明した。流出した情報は、2009年に登録された顧客の名前と住所、車両番号などとされる。

### 自殺した社員の労働データ隠蔽
2021年10月、2015年に自殺した男性社員（当時27歳）の労働データを巡り、ホンダが遺族に虚偽の説明を続けていことが分かった。
男性は2010年にホンダに入社し、2014年から部品の調達や交渉を担当していたが、2015年1月に社員寮で自殺した。遺族は勤務状態を知るため、業務で使用していたパソコンのデータやメールの送受信履歴の開示を求めたが、ホンダは「データを削除したうえでパソコンは廃棄した」と虚偽の説明をし、その後の遺族の問い合わせに対しても同様の回答を約1年間に渡って繰り返していた。
遺族は長時間労働が自殺の原因だったとして労災認定を申請。2016年6月、労働基準監督署の要請で社内調査を行なったところ、別の担当者により男性社員のデータが保管されていることが発見され、隠蔽が発覚した。隠蔽には7人が関与しており、社内調査に対して、労災と疑われることを懸念して虚偽の説明をしたと釈明した。2016年8月、ホンダは総務部門の係長ら4人を降格、労政企画部長や法務担当ら3人を停職10日の懲戒処分とした。なお、勤怠管理に違法性や不適切な点もなかったとし、労基署は労災と認めていない。

### 販売店で不正車検
2022年5月31日、国土交通省関東運輸局は必要な検査をせずに車検を通していたとして、自動車ディーラー「ホンダカーズ東京中央」の王子店について、道路運送車両法に基づき民間車検の指定を取り消した。整備士2人の車検の検査員資格も実質的に取り消した。違反台数は計1187台に上る。

### 副社長による不適切行為
2025年4月7日、取締役代表執行役副社長の青山真二が、業務時間外での懇親の場において不適切な行為があったとの訴えを受けていることが発覚し、同日辞任した。

### その他
1995年に発生した東住吉事件では当社に過失があったと被害者は主張したが、業務上過失致死傷罪では2005年に公訴時効が成立しており、民事賠償請求でも2015年に時効が成立しているため不明。
2006年9月20日にフォード・モーター、ゼネラルモーターズ、ダイムラー・クライスラー、トヨタ自動車、日産自動車と共にカリフォルニア州検事総長のビル・ロッキヤーによってオークランド地方裁判所に地球温暖化の対策を講じてこなかったとして起訴されている。

## テレビ番組
- 日経スペシャル ガイアの夜明け（テレビ東京系列）
  - 「東南アジアに進路を取れ ～日本VS中国！急成長ASEAN争奪戦～」（2005年10月4日）[136] - ベトナムでのホンダと中国製バイクの戦いを取材。
  - 「クルマ新世紀に挑む！ ～ホンダの野望～」（2025年1月24日）[137]
- 日経スペシャル カンブリア宮殿（テレビ東京系列）
  - 「あくなき技術への挑戦!! ～ホンダのモノ作りに迫る～」（2006年11月27日） - 社長 福井威夫出演[138]。
  - 「自動車メーカー大変革の時代！ ホンダ改革の舞台裏」（2023年1月5日） - 社長 三部敏宏出演[139][140]。

## 提供番組
2020年10月改編で、多くの番組のスポンサーから撤退し、2021年3月をもって一時「SUPER GT+」（テレビ東京）以外のスポンサーを全て降板した。現在は固定スポンサーとして提供する番組が少なく、不定期枠でPT扱いの出稿が多い。

### 現在
- マツコの知らない世界（TBSテレビ）[注釈 9]
- しゃべくり007（日本テレビ、2024年4月 - )
- ミライモンスター（フジテレビ、2024年10月6日 - ）

他

### 過去

#### 一社提供
- すばらしき仲間（CBC制作・TBS系列）
- HEARTに聞け（TBS）
- Movin' you. Honda（スポーツ・アイ ESPN→J sports ESPN・BS-i）
- ターニングポイント（ABC制作・テレビ朝日系列）※末期をもって降板
- U・S→U・S改（日本テレビ）
- BOON!（日本テレビ）
- MOBI（日本テレビ）
- 未来創造堂（日本テレビ）
- ワザビト BRIDGE OF DREAMS（TBS）※関東ローカル
- 一滴の向こう側（BSフジ）
- ホンダ・イブニングダイアリー（TBSラジオ）
- Honda Smile Mission（TOKYO FM・JFN）※2021年3月31日をもって放送終了

#### 複数社提供
- 巨泉×前武ゲバゲバ90分!（日本テレビ、1969年10月 - 1971年3月）※中断有り
- ゲバゲバ90分!+30（日本テレビ、1982年3月）
- 水曜ロードショー→金曜ロードショー（日本テレビ）
- THE夜もヒッパレ（日本テレビ）
- クイズ世界はSHOW by ショーバイ!!→新装開店!SHOW by ショーバイ!!→新装開店!SHOW by ショーバイ2（日本テレビ）
- 速報!歌の大辞テン（日本テレビ）
- エンタの神様（日本テレビ）
- ザ!世界仰天ニュース（日本テレビ）
- ネプ&イモトの世界番付（日本テレビ）
- 超問クイズ! 真実か?ウソか?（日本テレビ）※前半ナショナルスポンサー・同業者のスズキも提供
- 水曜ドラマ（日本テレビ、 - 2006年3月、2018年4月 - 9月）※長年続いた同業者のSUBARUから引き継いだ。現在はsuumoに交代。
- ザ!鉄腕!DASH!!（日本テレビ、2011年10月 - 2012年3月）※現在は同業者のTOYOTAとNISSANが提供
- news zero（日本テレビ）※隔日前半ナショナルスポンサー[注釈 10]・2020年9月をもって降板・テレビ宮崎除く
- ZIP!（日本テレビ）
- シューイチ（日本テレビ）※9時台・2020年9月をもって降板
- 謎解き冒険バラエティー 世界の果てまでイッテQ! （日本テレビ）※60秒（カラー表記・薄絨毯付き）・2021年3月をもって降板・現在は日清食品に交代。[注釈 11]
- 世界まる見え!テレビ特捜部（日本テレビ、2022年4月 - ）[注釈 12]
- 有吉の壁（日本テレビ、2022年10月 - ）[注釈 13]
- 金曜ドラマ（TBS、1983年4月[注釈 14] - 1987年9月・1989年10月 - 1994年3月）※1994年4月から同業者のTOYOTA→MAZDA→NISSAN→TOYOTA→小林製薬に交代
- 水曜ドラマ（TBS、1987年10月 - 1989年9月）※金曜ドラマの中断期間に放送
- 水曜プレミア（第1期）（TBS）※同業者の日産自動車、トヨタも提供していた
- リンカーン（TBS）
- ウンナン極限ネタバトル! ザ・イロモネア 笑わせたら100万円（TBS）（2008年10月 - 2009年3月）
- サンデーモーニング（TBS）
- 水曜日のダウンタウン（TBS、2015年4月 - 2018年9月）[注釈 15]
- ニンゲン観察バラエティ モニタリング（TBS、2014年10月 - 2020年9月）※20時台[注釈 16]
- NEWS23→news23（TBS）※隔日[注釈 17]・2020年9月をもって降板
- ジョブチューン アノ職業のヒミツぶっちゃけます!（TBS）※2020年9月をもって降板
- マツコの知らない世界（TBS）※同業者のTOYOTAも提供・2021年3月をもって降板
- プロ野球ニュース（フジテレビ）※30秒
- 金曜エンタテイメント（フジテレビ）※60秒→30秒
- 金曜プレミアム（フジテレビ）
- 水曜劇場（フジテレビ）※60秒
- ゴールデン洋画劇場（フジテレビ）※60秒・1980年代後半から提供（1993年3月で一旦降板したが、1994年10月に筆頭スポンサー扱いで復活して、ゴールデンシアター放送終了まで提供）
- 土曜プレミアム（フジテレビ、2003年10月 - 2009年3月、2013年10月 - 2020年9月）※2018年10月からカラー表記、2020年10月をもって降板、現在はPanasonicに交代。[注釈 18]
- クイズ$ミリオネア（フジテレビ）
- クイズ!ヘキサゴン（フジテレビ）
- HEY!HEY!HEY! MUSIC CHAMP（フジテレビ）
- 空飛ぶグータン〜自分探しバラエティ〜（関西テレビ・フジテレビ）
- グータンヌーボ（関西テレビ・フジテレビ）
- VS嵐（フジテレビ）
- 木曜ドラマ9→木曜ドラマ劇場（TBS）
- 水曜10時ドラマ（フジテレビ）※60→30秒
- 木曜劇場（フジテレビ、2016年4月 - 2017年9月) ※2017年10月から同業者の日産に交代（2019年10月から2021年3月までは一時降板）[注釈 19]
- ホンマでっか!?TV（フジテレビ、2017年4月 - 2018年9月）※後に同業者のトヨタに交代
- めざましテレビ（フジテレビ、2019年10月 - 2020年9月）※隔日提供・6:45ごろ[注釈 20]
- 痛快TV スカッとジャパン（フジテレビ）
- 月9ドラマ（フジテレビ、2018年10月 - 2021年3月） ※60秒（カラー表記）[注釈 21][注釈 22]・2021年3月もって降板
- 奇跡体験!アンビリバボー（フジテレビ、1998年10月 - 2007年3月、2017年4月 - 2020年9月）
- 火9ドラマ (フジテレビ、2007年4月 - 2008年9月) ※ライフカードから引き継いだ。
- VS魂（フジテレビ、2021年11月18日 - 2022年3月）※60秒→30秒、中断有り
- 新しいカギ（フジテレビ）（2022年4月 - 9月）※後任はKIRIN
- 千鳥のクセがスゴいネタGP（フジテレビ、2022年10月 - ）[注釈 23]
- 仮面ライダー555 - 仮面ライダーキバ（テレビ朝日） ※作中でホンダのバイクが使われていることから、バイクのトータルブランドCM「翼ある人」をスポットで放送。提供テロップにはウイングマーク付きのHONDAロゴが表示された。
- いきなり!黄金伝説。（テレビ朝日、2011年10月 - 2012年3月）
- 報道ステーション（テレビ朝日、 - 2020年3月）※金曜のみ・前クレは自粛
- マツコ&有吉 かりそめ天国（テレビ朝日、2020年4月 - 9月）
- 木曜ドラマ（テレビ朝日）[注釈 24]
- そうだ旅（どっか）に行こう。（テレビ東京、2013年10月 - 2015年9月）※2014年春の改編で、直前に放送されていたテレビアニメでの時間帯が18時30分枠に移行されるのに伴い、『巨泉×前武ゲバゲバ90分!』時代から45年（『ゲバゲバ90分!+30』を含めば32年）を放送していた火曜放送の民放における番組が終止符を打った。そのため、放送時間帯が18時55分枠となっている。
- 激走!GT（テレビ東京）[注釈 25]
- SUPER GT+（テレビ東京）[注釈 25]
- ワールドビジネスサテライト（テレビ東京） ※2020年9月をもって降板
- King & Princeる。（日本テレビ）

ローカル
- 行ってみる?（秋田テレビ・岩手めんこいテレビ・青森テレビ、「Honda Cars」名義）
  - もっと行ってみる?（秋田テレビ・岩手めんこいテレビ、「Honda Cars」名義）

## プロモーション

### 広告戦略
他社と比較し、テレビコマーシャルに有名芸能人をあまり起用しない。CMソングも邦楽ではなく、CM専用に制作したものや海外の楽曲が使われるケースが多い。芸能人を起用しない理由としては、安易に芸能人のイメージに頼らない独自路線に加え、テレビコマーシャルに芸能人を起用すると、販売不振に陥るというジンクスがあるためとされている。2010年代以降はCMに有名芸能人が出演したり、邦楽を使用することも多くなっており、話題を呼ぶCMも多い。

### キャッチフレーズ
- 『新しい世界を創る。』
- 『シートベルトをしめましょう』（1985年9月1日のシートベルト着用義務法制化以前から啓蒙テロップを表示していた。他社では法制化前後より表示。）
- 『真に快適な、価値ある車をすべての方へ。』（1980年代初頭）
- 『クルマが家族になる。』（1985年 - プリモ店）
- 『クルマがゆとりになる。』（1985年 - クリオ店）
- 『クルマが個性になる。』（1985年 - ベルノ店）
- 『新しい風。ホンダのクルマ。』（1986年 - 1989年初頭）
- 『人、きらめく、走り。ACCELERATE YOUR HEART』（1989年 - 1991年初頭）
- 『Come ride with us.』（1990年代 - モーターサイクル）
- 『シートベルトをしめて安全運転。』（1991年5月のビート発売より上記から切り替え。）
- 『人と、地球に「夢・発見・ドラマ」を。』（1991年 - 2000年）
- 『The Power of Dreams』「＝夢の力」（2001年 - 現在）グローバルスローガンとして、全世界で使用される。（2006年1月より同社のCMで、音声によるアナウンスもされている）なお同年には「夢を力に」が刊行されている。
- 『翼ある人』（Honda Motorcycle、2004年12月現在）
- 『How we move you.』（2023年 - 現在）グローバルスローガンとして、全世界で使用される。

### キャンペーン
- 2000年から2006年まで、企業CMとして『Do You Have a Honda?』シリーズが展開され、CMソングにTHE HIGH-LOWSの「日曜日よりの使者」が用いられていた。
- 2017年から2019年にはONE OK ROCKがアンバサダーを務めるキャンペーン「Go, Vanage Point.」シリーズが展開された。
- 2021年から2023年まではKing & Princeがアンバサダーを務めるキャンペーン「Hondaハート」[75]が展開されていた。該当期間の四輪車のカタログやCMの最後には「Hondaハート」のロゴが掲載されていた。
- 「Nシリーズ」では、『NEW NEXT NIPPON NORIMONO』（2011年 - 2017年）、『N for Life』（2017年 - 2020年）、『NIPPONにはNがある』（2020年 - ）というキャッチフレーズが展開されている。

## スポーツチーム
本社公認
- Honda FC
- Honda硬式野球部
- Honda鈴鹿硬式野球部
- Honda熊本硬式野球部
- Honda Elk
- 三重ホンダヒート
- ホンダリヴェルタ
- Honda陸上競技部

同好会扱い
- Honda鈴鹿FC
- Honda栃木FC
- Honda熊本緑陽会サッカー部
- Honda熊本ハンドボール部

海外法人によるスポンサード
- BSCヤングボーイズ（スイス法人がスポンサーとなっている）

廃部・休部・改称
- ホンダFCレディース（2005年に廃部）
- ホンダルミノッソ狭山FC（2011年を最後に休部中）
- 本田浜松サッカー部（2012年を最後に活動停止。Honda FCの母体でもある）
- タイ・ホンダFC（2019年に解散。タイ法人がメインスポンサーであり、前身はタイ法人の従業員による同好会クラブであった）
- ホンダロックサッカー部（関連会社のホンダロックが運営していたが、2023年1月27日の株式譲渡に伴う社名変更に伴い、ミネベアミツミFCへ改称）